# Calakmul
Calakmul (del maya yucateco: Kaꞌaláakꞌmúul ‘Dos pirámides adyacentes’) u Oxtetún (del maya clásico: Uxteꞌ Tuun ‘Tres piedras’) es un yacimiento arqueológico prehispánico maya, situado en el sureste del estado mexicano de Campeche, en la región del Petén, en el núcleo de la reserva de la biosfera de Calakmul, de más de 700 000 ha, municipio del mismo nombre y a 35 kilómetros de la frontera con Guatemala.
El sitio abarca aproximadamente 70 km² y posee más de 6000 estructuras y llegó a ser la capital de un estado regional de aproximadamente 13 000 km², habiendo sido, junto con Tikal y Palenque, uno de los grandes poderes regionales, durante el periodo clásico de la cultura maya.
Registrado inicialmente en 1931 por el biólogo Cyrus Longworth Lundell, fue explorado inicialmente por el famoso mayista Sylvanus Morley, en 1932. No obstante, no fue sino hasta medio siglo después, a partir de 1982, cuando se realizaron excavaciones a gran escala, a cargo de William J Folan, del Centro de Investigaciones Históricas y Sociales de la Universidad Autónoma de Campeche y del Instituto Nacional de Antropología e Historia de México. 
El estudio iniciado por el equipo de Folan, concluyó que se encontraban ante un centro de la civilización maya, de grandes proporciones, determinándose que, según el periodo, llegó a contar con más aliados y poder que la propia Tikal. Además, a partir de los años 90, se llega a la conclusión de que Calakmul pertenecía a una organización mucho más grande; formaba parte del llamado Reino de la Serpiente (el Reino de Kaan), del que constituía la capital.
El gran avance en el estudio de la escritura maya, que se consigue durante estos años, da lugar a que los investigadores hayan descubierto que Calakmul y Tikal protagonizaron enconadas guerras, durante más de un siglo, enfrentamientos que marcarían el devenir político, económico y social de las ciudades mayas de la región. 
Antropología e Historia]], iniciado en 1993 bajo la dirección del arqueólogo Ramón Carrasco Vargas. Por la importancia del sitio, el 4 de julio de 2002, la Unesco le otorgó el nombramiento de Patrimonio Cultural de la Humanidad, extendiendo la distinción a Patrimonio de la Humanidad Mixto el 21 de junio de 2014, reconociendo los valores naturales dentro de la Reserva de la Biosfera.Unesco (21 de junio de 2014). «Sites in Latin America and Germany inscribed on World Heritage List». Unesco.org (en inglés). Consultado el 21 de junio de 2014.</ref>

## Descubrimiento

Glifo emblema del reino de Calakmul.

La zona arqueológica fue documentada por el biólogo Cyrus Longworth Lundell, el 29 de diciembre de 1931, mientras trabajaba en la Compañía Mexicana de Explotación, dedicada a la explotación del chicle. Es razonable suponer que Calakmul fue vista mucho antes de esta fecha, por los habitantes del área, que eran en su mayoría trabajadores chicleros. 
Instalado en el sitio, Lundell esbozó un mapa, en el que especificaba la localización de las estructuras y estelas mayas, con sus respectivas plazas. James C. Brydon, quien trabajaba en la misma compañía, recibió esta información y poco tiempo después tuvo la oportunidad de mostrársela al doctor John Merriam, presidente del Instituto Carnegie, de Washington.
Por su parte, Lundell fue, el 5 de marzo de 1932, a Chichen Itzá y reportó el descubrimiento a Silvanus G. Morley, quien solicitó permiso del Departamento de Monumentos Prehispánicos, para examinar el sitio.

"Tan importantes se veían las ruinas, dada la descripción del Sr. Lundell, y había tantos monumentos inscritos, que se decidió equipar una expedición para su investigación inmediata y así aprovechar las facilidades de transporte y tiempo disponibles a través de las operaciones de los trabajos del chicle en la región, y que podrían, en otro año, no estar disponibles"

.La primera expedición se llevó a cabo en abril de 1932. Entre esta fecha y 1938, la División de Estudios Históricos del Instituto Carnegie organizó cuatro expediciones más, que llevaron al descubrimiento de otros sitios arqueológicos en el área.
Probablemente el aislamiento de Calakmul y la dificultad que ello significaba, para llevar a cabo exploraciones, explican el abandono por parte de los arqueólogos, durante varias décadas. No fue sino hasta 1982, casi cincuenta años después de su descubrimiento, cuando recobró vigencia el interés por este sitio. En esta ocasión, la Universidad Autónoma de Campeche crea un proyecto dirigido por William Folan, para cartografiar y trabajar en Calakmul. Los descubrimientos realizados por este equipo y, en especial, las magníficas máscaras funerarias de jade que fueron encontradas, atrajeron la atención de otros estudiosos.

## Toponimia
Cyrus Longworth Lundell dio el nombre de Calakmul a este sitio, por la presencia de dos grandes montículos que dominaban el paisaje. En maya, kaꞌa significa dos, láakꞌ significa adyacente, y múul significa un montículo o pirámide artificial, por lo que Kaꞌaláakꞌmúul significa "Ciudad de las dos Pirámides Adyacentes". En épocas recientes, gracias a los avances en la epigrafía Maya, sabemos que el nombre ancestral del sitio fue Uxteꞌ Tuun (tres piedras o tres estelas). Otro nombre relacionado al sitio en sus inscripciones, tal vez relativo al área circundante es Chiik Naabꞌ. Los señores de Calakmul se identificaban a sí mismos con el título de kꞌuhul kaanal ajaw (divino señor del reino de la serpiente). Todo parece indicar que, en su época de mayor esplendor, Calakmul era la sede de la más poderosa confederación de ciudades estado mayas conocida, denominada el Reino de Kaan.

## Historia del sitio

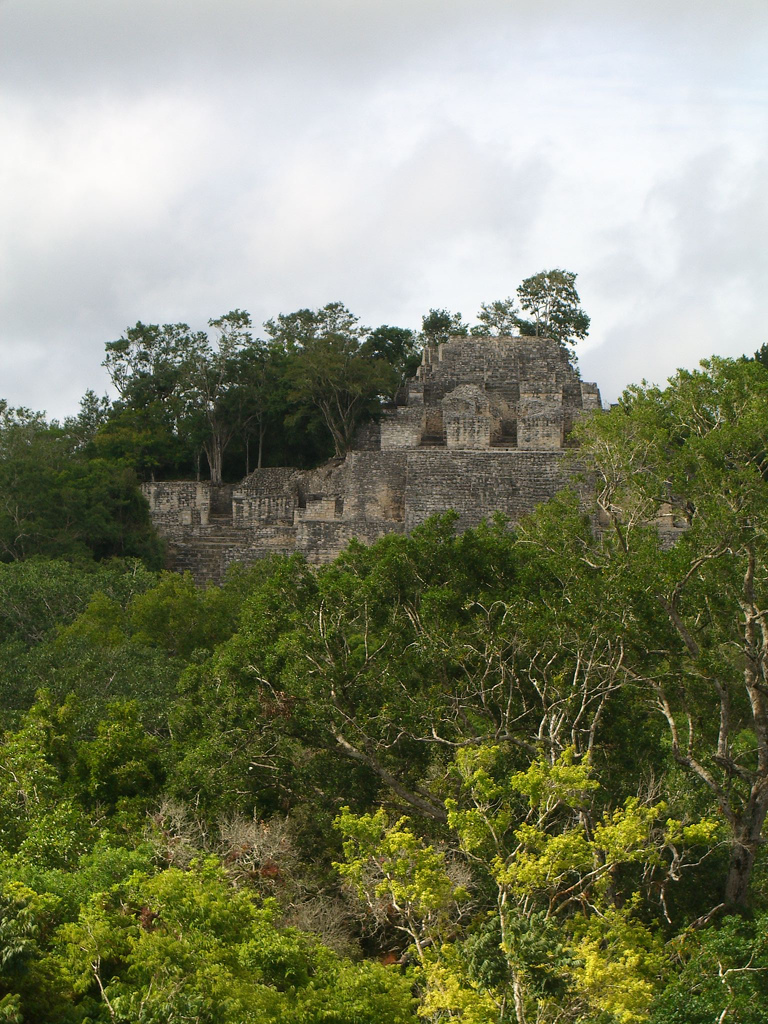
Parte superior de la Estructura II; con sus 55 m de altura, es la segunda estructura maya más alta en México, después de la pirámide de Toniná, en Chiapas.

Políticamente, los mayas nunca estuvieron unificados. Se organizaban, sobre todo durante el periodo clásico, en unos 60 reinos diferentes, cada uno con su propio gobernante. Esto dio lugar a tensiones entre los distintos poderes, generando grandes luchas, alianzas, conspiraciones, etc; esta situación de "guerra constante", explicaría que nunca hubiese una única cabeza organizadora de la complicada red de reinos que existían.
La cronología de Calakmul abarca un gran periodo de tiempo. Existe información de presencia humana, desde el período preclásico; más concretamente, del Preclásico Medio, hasta el periodo Postclásico Tardío, con ocupaciones ya marginales y esporádicas, una vez que el centro urbano había sido casi totalmente abandonado. Esto supone una ocupación continuada, de alrededor de 1.500 años. 
Durante el periodo Preclásico Medio, se establecen los primeros habitantes de la urbe y es durante este periodo, cuando Calakmul empieza a hacerse presente en el panorama de los centros del sur, junto con otros como Nakbé, Uaxactún y El Mirador. En este periodo, Calakmul sobrevive al proceso de desaparición que sufren otros centros durante esta etapa y se perpetua, hasta que se convierte en la ciudad-estado, de la cual existe ya información en el Clásico Tardío (alrededor del 500 d. C.), momento de auge y esplendor de Calakmul y el reino de Kaan. Tikal (o como aparece referida en los glifos, Mutal) era el gran centro maya del sur, desde el periodo preclásico. Su importancia era indudable y su influencia, en otros territorios, notoria. Es en este momento, cuando parece que el cuchcabal —confederación de estados, guiado cada uno por su gobernante y enlazados al poder encabezado por una potencia capital—, de la Cabeza de Serpiente empieza a dejarse notar, cobrando una mayor importancia, tanto en política interior, como en política exterior.
En el Preclásico Tardío, Calakmul se va a ir dejando notar en el panorama político de las tierras mayas del sur, pero no será hasta el Clásico Temprano, alrededor del 500 d. C, cuando existan relaciones de poder con otras ciudades. La expansión política que va a llevar a cabo Calakmul, se basará en el establecimiento, sobre todo, de redes de influencia. Se establecía una concesión de bienes y servicios de los señores dominados, hacia el gobernante supremo o rey. De esta manera, a medida que Calakmul iba obteniendo mayor poder y autoridad por el territorio, se iba consolidando su expansión política.

### Periodo Preclásico (2000a.C.-250a.C.)
Durante los primeros años de este periodo Nakbé, Uaxactún y El Mirador eran los principales centros mayas. Calakmul empieza a dejarse notar en estos primeros tiempos del Preclásico Tardío, como lo atestiguan los grandes basamentos encontrados en la Estructura II, la gran construcción de Calakmul. Además, se han hallado restos de construcciones públicas durante este periodo y el Preclásico Medio, (1000 a. C.-400 a. C.) así como mascarones estucados, que ponen de relieve la importancia que iba adquiriendo Calakmul, pues este tipo de construcciones los encontramos también en Tikal, el gran centro maya y posterior enemigo de Calakmul. Mientras Tikal estaba asentada como gran potencia y mantenía relaciones a larga distancia con otras ciudades-estado, como Caracol, el cuchcabal de la Cabeza de Serpiente empezaba a configurarse, expandiéndose su escaso poder en el territorio.

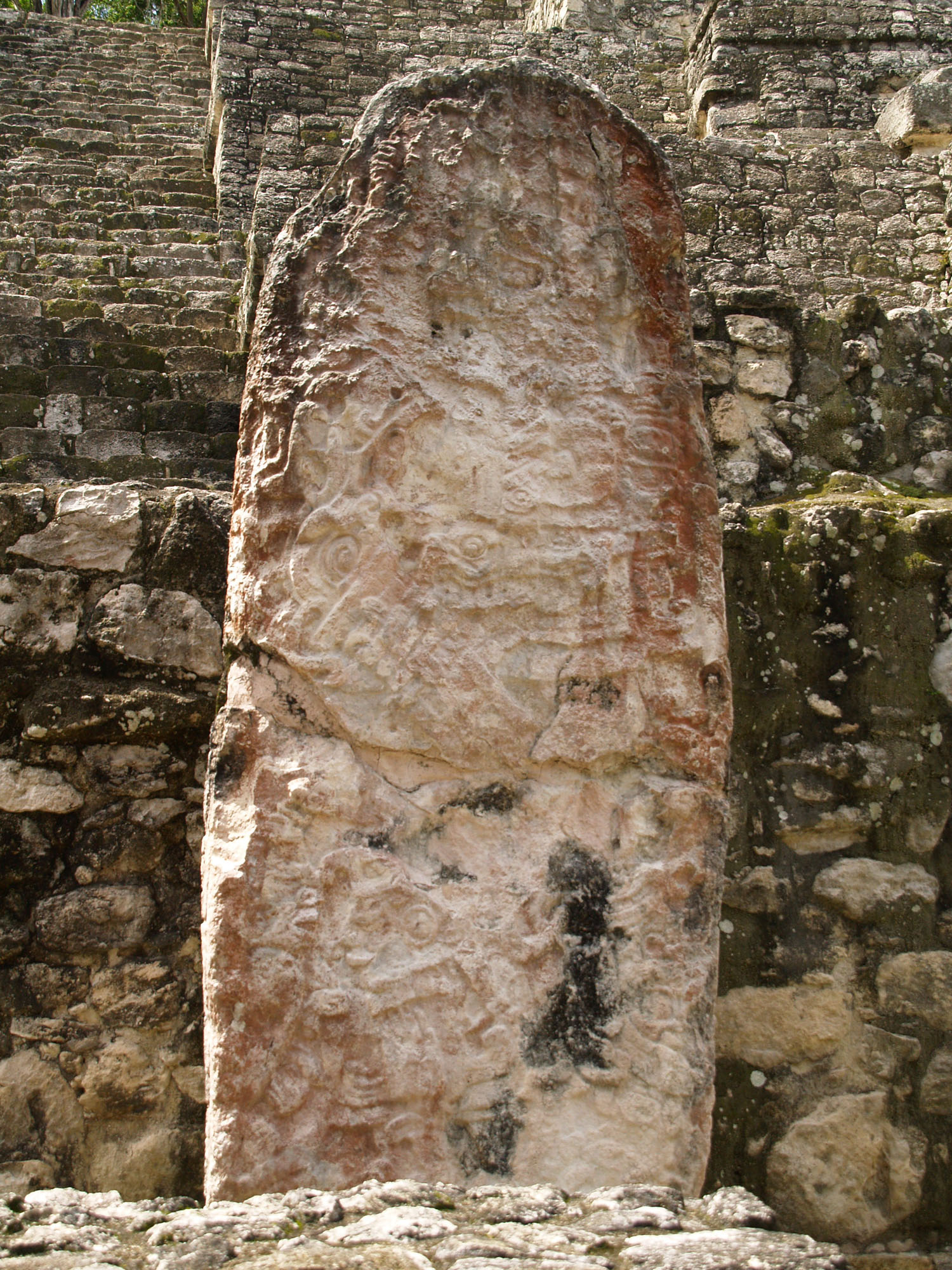
Estela situada en la base de la Estructura III. Por el gran número de estelas encontradas en Calakmul, se le considera el depósito más grande de textos dinásticos mayas.

Poco a poco, Calakmul aumenta su relevancia en el territorio. Las castas aristocráticas comienzan a tener más importancia y las edificaciones cívico-religiosas comienzan a ser constantes. Las construcciones urbanas cobran un papel destacado, durante el Preclásico Tardío (400 a. C.-250 d. C.), no sólo en Calakmul, sino también en otros reinos como Tikal, donde estarán presentes y marcarán este período. Todas estas construcciones aportan una gran cantidad de información, valiosísima para el estudio de la urbe. Debemos suponer, a la vista de los hallazgos, que la prosperidad de Calakmul iba en aumento, lo que permitía el incremento de esta actividad constructora, que tenía un doble papel: por un lado, mostrar la importancia que adquiría la urbe frente a otras potencias y, por otro, dejar patente la importancia de las clases dirigentes dentro de la realidad social. Todo este proceso de mejora provocó que Calakmul, como potencia independiente, fuera adquiriendo una relevancia que se salía del guion establecido hasta la fecha, lo que generó malestar en Tikal.
La expansión política que irá desarrollando Calakmul, a partir de este periodo se basará, sobre todo, en el establecimiento de redes de influencia, alianzas, etc. por otros territorios, lo que posteriormente generará que Calakmul se convierta en la capital del reino de la serpiente. Este desarrollo desembocará en un conflicto armado, que durante un siglo marcará al mundo maya (cuyo paralelo algunos autores lo han situado en las guerras que marcaron la antigüedad entre Atenas y Esparta), el protagonizado por Calakmul y Tikal.

### Periodo Clásico (250-909d.C.)
A principios de este periodo, la importancia de Calakmul aumentó considerablemente. Sin embargo, no fue sino hasta finales del periodo Clásico, en el llamado Clásico Tardío, cuando la urbe entró en su esplendor total. A mediados del siglo VI, con Tuun K´ab ´Hix a la cabeza del Kuchkabal, será cuando se produzca un afloramiento de las alianzas entre las distintas potencias, con el ánimo de acabar con el poder establecido de Tikal. De esta manera, la influencia de Calakmul empieza a expandirse por el territorio, llegando incluso a lugares lejanos, como El Resbalón donde, para esa fecha, se han encontrado restos que nos indican que los gobernantes locales estaban sometidos a una fuerza superior, al gobernante de Kaan. En este periodo de auge, Calakmul ha alcanzado tal poder, que empieza a tener por el territorio a un gran número de potencias subordinadas; por tanto, aunque se mantenían los gobernantes locales, Estos estaban sometidos al ajaw del reinado de Kaan y sus beneficios recaían en el lugar donde habitase este gobernante, el cual durante este periodo se ubicó en Calakmul.
Calakmul continuó después con su política expansiva, llegando incluso a imponerse en territorios a los que se tardan meses en llegar. La instalación de gobernadores en estos territorios, proporciona a la urbe una institucionalización de su poder, cuyo objetivo es claro: dominar todo el territorio maya. Diversas alianzas se van formando progresivamente, destacando, sobre todo, Naranjo y Caracol. Caracol era un centro maya que contaba con una gran extensión —que incluso parece que era superior a Tikal—  pero, inexplicablemente, Tikal se había impuesto con anterioridad a Caracol, probablemente al contar con un apoyo exterior. Posteriormente, Caracol se deshizo del poder de Tikal y pasó a formar parte de la "coalición" de potencias bajo el reino de Kaan. Un último gobernante debe ser destacado para este periodo del clásico temprano: Testigo del cielo o Testigo celeste, cuyo gobierno se establece entre 561-572. Inmerso en una política expansiva, este rey mostrará la cara más guerrera de Calakmul y favorecerá la puesta en marcha de un plan de ataque y conquista de Tikal.

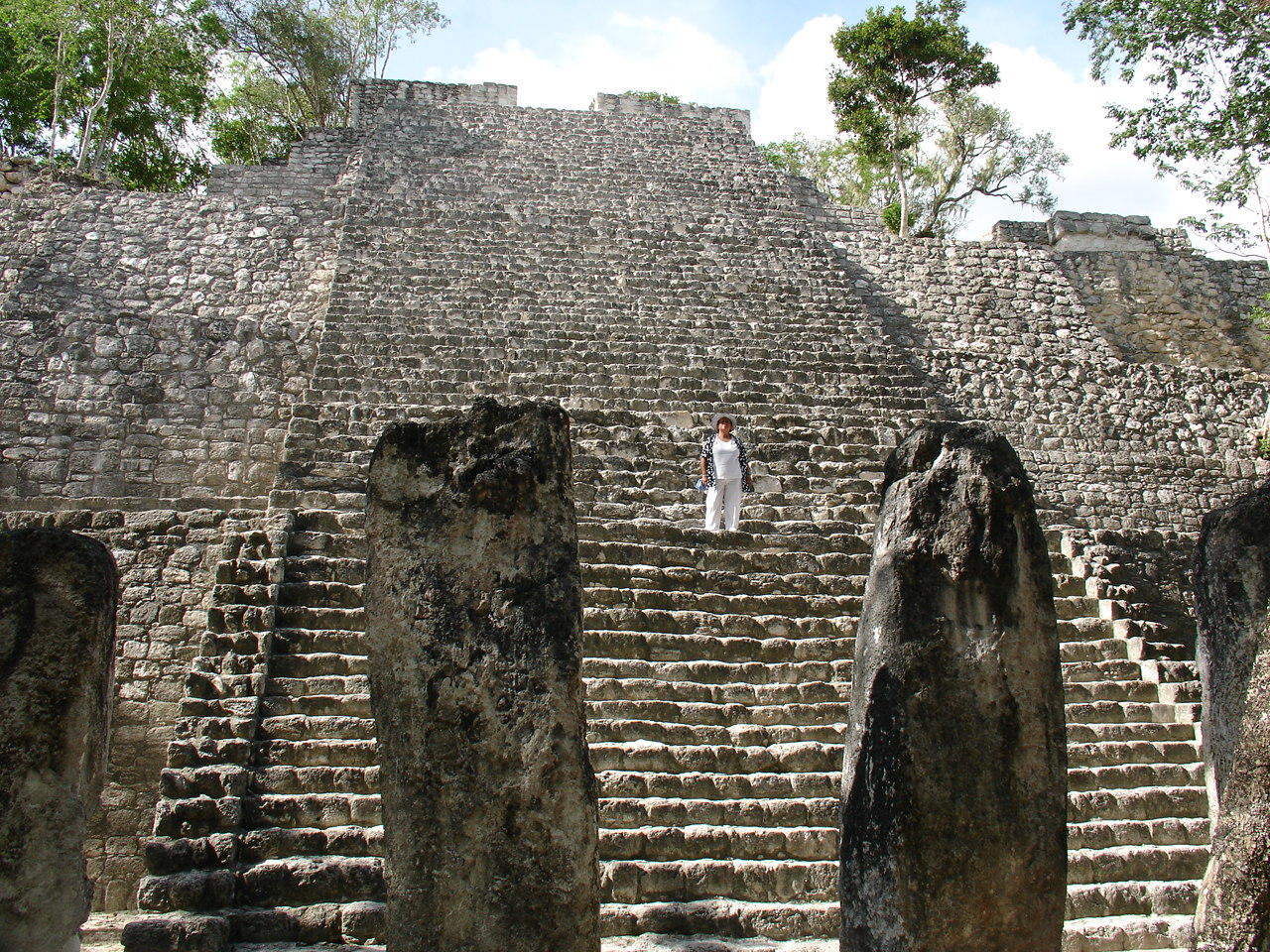
Estructura I.

### Primera guerra entre Calakmul y Tikal
El gobierno de Testigo del Cielo, es el momento en el que la rivalidad entre ambas potencias toma un cariz importante. Hasta este periodo, la realidad económica-política y social de la época, en las tierras del sur, estaba dominada por una única potencia que sobresalía sobre las demás, Tikal. Tikal dominaba un amplio territorio, se había hecho dueño y señor de zonas de especial riqueza económica y controlaba territorios claves en el Usumacinta, lo que significaba dominar la ruta comercial más rica de la Península de Yucatán. Este control le permitía a Tikal establecer los precios para el transporte de los bienes, que se realizaba por este trayecto fluvial. La expansión de Tikal por el territorio, imponiendo su dominio, no tuvo una buena acogida en Calakmul, pues los intentos de la ciudad-estado por seguir aumentando su dominio territorial, estableciendo políticas cada vez más agresivas, dio lugar a la reacción del gobernante del reino de la cabeza de serpiente, Testigo del Cielo.
La guerra abierta entre ambas potencias se había fraguado. Testigo del Cielo, además, contó con la gran política exterior que había desarrollado; es decir, las relaciones favorables con potencias cercanas a Tikal, fue una táctica que a la postre tendría una gran importancia en el desenlace final. Testigo del Cielo —antaño aliado de Tikal— sobornó al gobernante de Caracol, para que uniera al cuchcabal del Reino de la Cabeza de Serpiente y este aceptó. Caracol era el aliado más importante con el que contaba Tikal y su traición le supuso una gran pérdida. 
La distancia que existía entre Calakmul y Tikal era prácticamente la misma que desde Caracol a Tikal. Los ejércitos se formaron con las tropas de las que disponían cada potencia, añadiendo además milicianos, que eran contratados para casos puntuales, con el fin de engrosar las filas para el momento indicado.[cita requerida] En el año 562, un año después de la subida al poder de Testigo del Cielo, se produciría el primer gran enfrentamiento entre Calakmul y Tikal. En ese año se produjo el asalto, la toma y el saqueo de Tikal por parte de Kaan. La hegemonía de Tikal llegaba a su fin y se daba paso a la época dorada de Calakmul. Entre los miembros que fueron ejecutados, estuvo el rey de Tikal. Calakmul convirtió al resto de dirigentes de Tikal en sus vasallos, estableciendo de este modo su control, abandonando la ciudad (físicamente) y dando paso a un sometimiento de la ciudad, durante un largo período. Esto ha sido concluido por los investigadores, debido a que durante un siglo no existen referencias directas en Tikal, lo que indica un vacío de poder. 

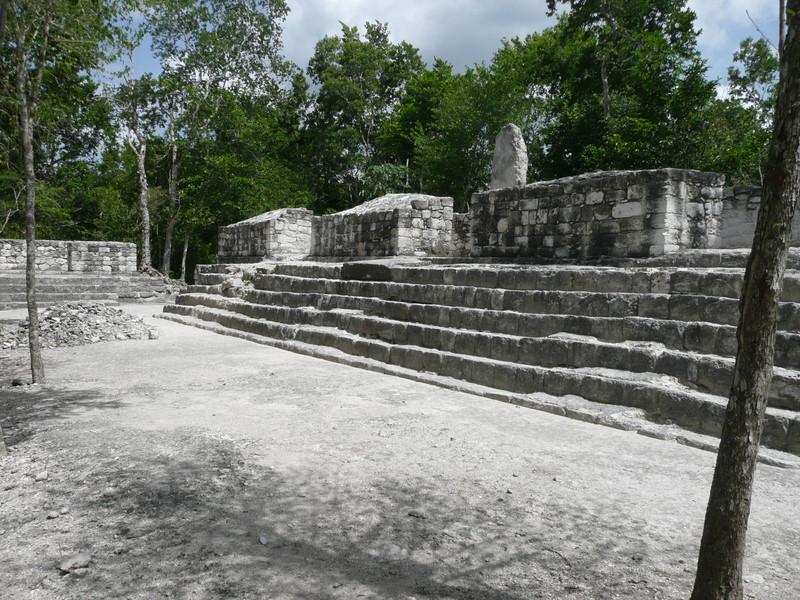
Estructura en el sitio.

En el año 572 d. C., se registra la muerte de Testigo del Cielo. A finales del Clásico Temprano y sucediendo a Primer Lanzador de Hacha1 (572-579), un gobernante, que estuvo poco tiempo en el poder, podemos identificar a Uneh Chan (también conocido como Serpiente Enrollada) (579-611), quién supuestamente sucedió, según los glifos, a Testigo del Cielo. Uneh Chan recupera la "tradición bélica" a gran escala, inaugurada con Testigo del Cielo y se embarcará en una serie de campañas militares, como las que realizó atacando a Palenque, en el 599 y 611. De estos enfrentamientos existe información directa, en el Templo de las Inscripciones, en Palenque. Se sabe que los ataques se realizaban durante los meses menos lluviosos, como abril, momento en el que el río Usumacinta era menos caudaloso, lo que favorecía el paso militar. En el año 583 Uneh Chan también se encuentra referido en algunas de las estelas de Caracol de ese periodo, lo que nos muestra cómo se mantenía el control político. La mentalidad de "Superpotencia", de la que hablan algunos autores como Simon Martin, en Calakmul era una realidad. Aprovechando el desastre de Tikal, Calakmul reclamaba su poder y se hacía fuerte en todo el territorio, llegando a zonas tan alejadas como Palenque.

### El periodo de esplendor, Clásico Tardío. (600-909d.C.)

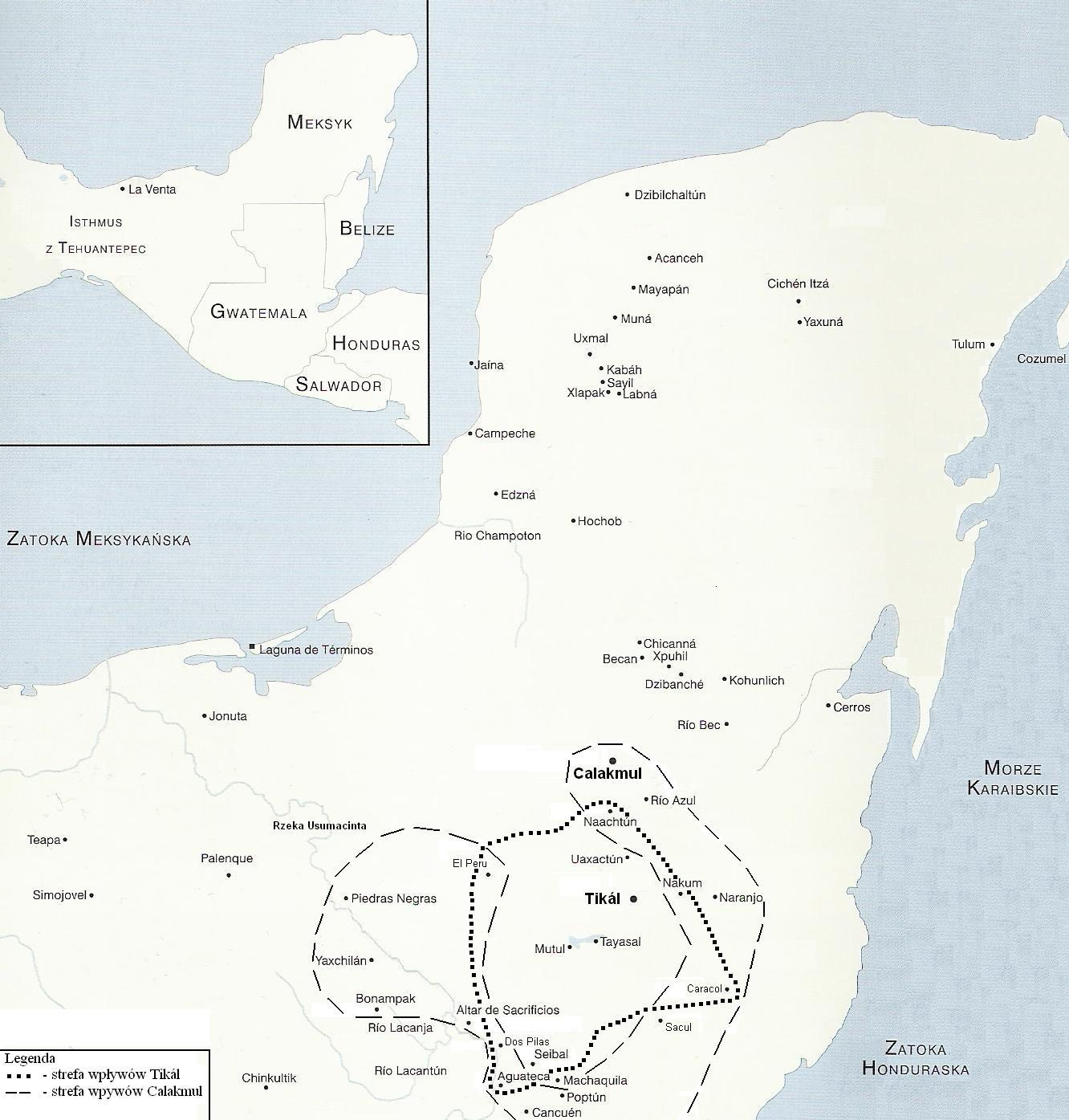
El rango de influencia de Calakmul y Tikal durante la guerra entre estas dos ciudades entre 526 y 680 d. C.

Calakmul inaugura su época dorada, alrededor del año 600 d. C., según la documentación que existe. Yuknoom Chan, sería el sucesor de Uneh Chan, el conocido como Serpiente Enrollada. El siglo VII significa para Calakmul una fase de estabilización y de progresión. Por una parte, se fija el poder y el dominio del territorio, que fue adquiriendo a lo largo de los periodos anteriores y, por otra, progresa, tanto política como económicamente, pero además se produce un significativo cambio en las construcciones y reordenación del espacio urbano, llevándose a cabo remodelaciones y ampliaciones, que permiten organizar la vida política-religiosa, remarcando la diferenciación social existente en la realidad maya. 

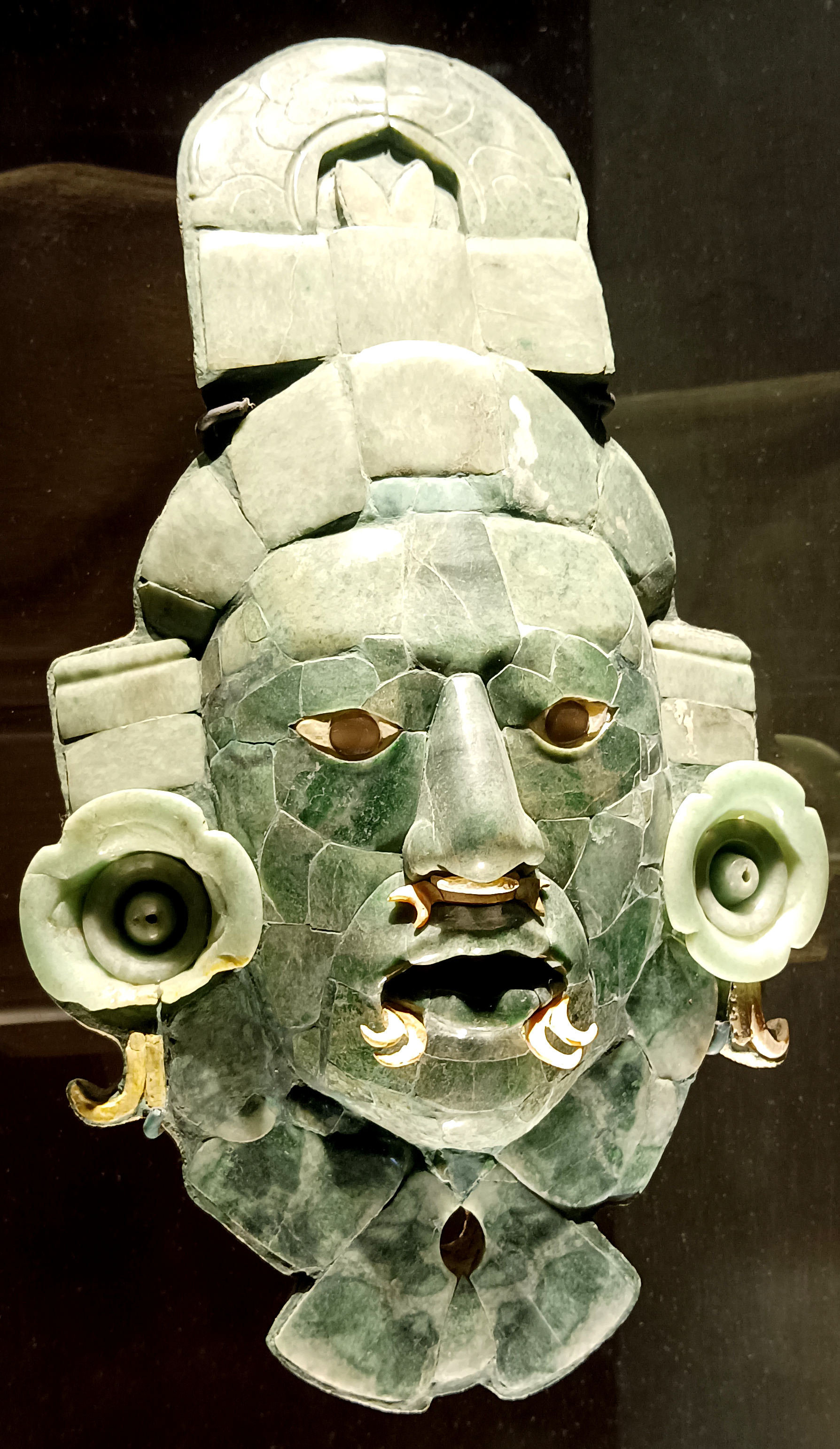
Máscara de Jade, actualmente exhibida en el Museo de Arquitectura Maya

En el siglo VII, parece que la capitalidad del reino de Kaan recaía en Calakmul. Era el centro de poder y desde donde se organizaba todo. Esta consolidación de Calakmul se debe, en cierta manera, por el ascenso al poder de uno de los linajes más importantes del reino de la serpiente, los Yuknoom. Es con ellos que Calakmul entra en su periodo de auge. Existen alrededor de 80 referencias, desde topónimos a glifos-emblemas, que aluden directamente al cuchcabal de la cabeza de serpiente y a este periodo. En el año 619 se produce la subida al poder de Yuknoom Chen. Un hecho a destacar durante estos primeros momentos de esplendor de Calakmul, es el colapso político que tiene lugar con uno de los reinos del kuchkabal, El Naranjo. Durante este periodo, quien gobernaba El Naranjo era Aj Wosal y, quizá debido al reciente fallecimiento de Uneh Chan (611 d. C.), se debilitaron las relaciones entre ambos reinos. Algo se estaba gestando en el seno de El Naranjo, pues pocos años después (626 d. C.), dicho reino atacó a Caracol en dos ocasiones, lo que supuso la ruptura total de las relaciones con el Reino de la Cabeza de Serpiente. 

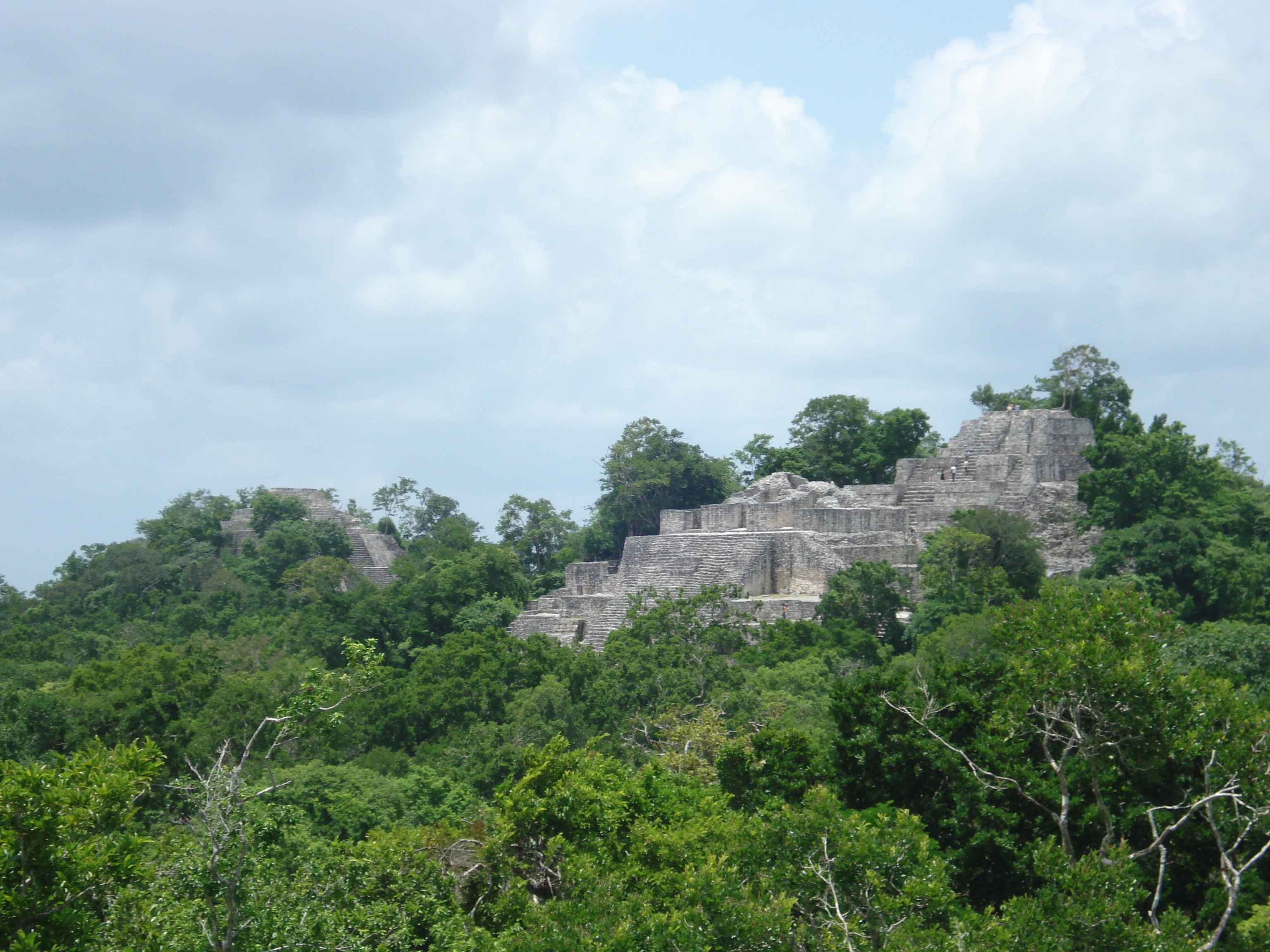
Estructuras I y II; el sitio fue nombrado Calakmul por estas dos estructuras.

En el año 630, accede al poder el conocido como Yuknoom Cabeza (630-636). Los enfrentamientos entre Naranjo y Caracol habían debilitado a ambos reinos; teniendo en cuenta que una de las últimas guerras entre ambos, habría tenido lugar alrededor del 630, Yuknoom Cabeza aprovechó la situación, para lanzar una ofensiva contra El Naranjo, reino que se había desvinculado del cuchcabal pocos años antes. La documentación epigráfica que existe, nos informa de que Calakmul logró la victoria y el dominio de El Naranjo; el advenedizo rey de El Naranjo fue derrotado y hecho prisionero al que se le reservó un final especial. Los restos epigráficos cuentan el desgraciado final que tuvo el rey, pues se refieren a él como K´uxaj, es decir, torturado o comido. Un símbolo de advertencia, para todos aquellos que intenten tomar las mismas decisiones de secesión frente al reino de Kaan. Así, Calakmul restablecía el orden.
En el año 636, es nombrado como rey Yuknoom Ch'een II, más conocido como Yuknoom el Grande (636-686 d. C.). Por la gran cantidad de estelas encontradas para este monarca, los especialistas especulan con la posibilidad de que la mayoría de las construcciones palaciegas del complejo monumental fuesen mandadas construir por él. Durante este periodo de auge de Calakmul, la antigua rival, Tikal, se iba recuperando lentamente. La supuesta “dominación” a la que estaba sometida, junto con los conflictos entre otros reinos, permitió que se fuese fortaleciendo, sin levantar sospechas entre sus enemigos. En estos momentos se produce un hecho fundamental, que marcará el desarrollo histórico de los reinos mayas del sur: la dinastía reinante de Tikal sufre una secesión, surgiendo dos facciones diferenciadas, encabezada por aquellos que se autodenominaban “señores divinos de Mutal”. 
En el año 620 d. C., año en el que los conflictos entre Caracol y El Naranjo se hacían más virulentos, Nuun Ujol Chaak toma el poder de Tikal, decidido a recuperar el lustre de épocas pasadas. Calakmul, en un momento en el que parece que su faceta diplomática alcanza cotas más altas, se decantará por una de las facciones enfrentadas, apoyando a uno de sus protegidos; es decir, a la parte que había impuesto como gobernante. B'alaj Chan K'awiil era el hermano menor o medio del rey de la dinastía reinstaurada en Tikal, Nuun Ujol Chaak. Estas son las dos partes enfrentadas. Una vez que sale vencedor Nuun, B´alaj, se exilia y se autoproclama vasallo de Yuknoom el Grande, gobernante de Calakmul y dirigente del cuchcabal de la cabeza de serpiente. De esta manera, Yuknoom permite el establecimiento de una nueva dinastía en Dos Pilas, donde el rey será B´alaj Chan K´awiil, formándose así una alianza militar contra Tikal. 

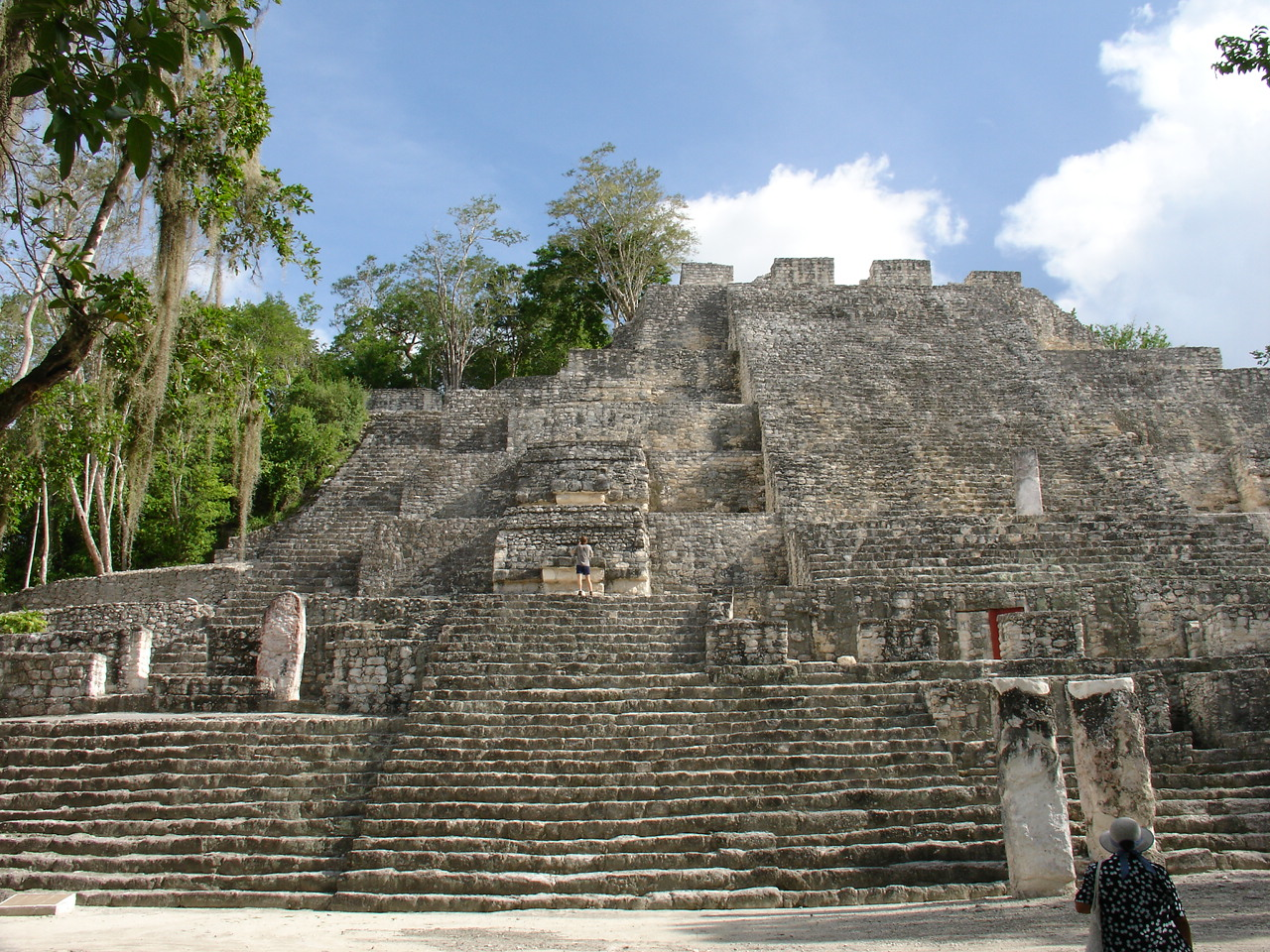
Estructura II; posee unas medidas de 140 m x 140 m de base y 55 m de altura.

Aprovechando esta coyuntura y antes de que la facción regente en Tikal se hiciese más fuerte, Calakmul declara la guerra a su antiguo enemigo, surgiendo de nuevo la antigua rivalidad entre ambas potencias. De esta manera, en el año 657 d. C. apoyándose en su superioridad, tuvo lugar una nueva guerra, con tres grandes protagonistas: Tikal, Calakmul y Dos Pilas. El reino de Kaan sale victorioso, desde los primeros enfrentamientos, provocando la huida de Tikal de la facción de Nuun Ujol Chaak. Nuun Ujol Chaak vuelve a Tikal, visiblemente recuperado. Este reforzamiento casi inmediato de Tikal dio lugar a que, en el año 672, Nuun Ujol Chaak invada el Petexbatún, llegando hasta Dos Pilas y expulsando a B´alaj Chan K´awiil. De nuevo Calakmul, como cabeza visible del reino de Kaan, acudirá a la llamada de uno de sus aliados. Una vez más, los enfrentamientos entre ambas potencias eclipsaron todo lo demás. El conflicto supuso una nueva derrota de Tikal y la reimposición, en el año 677, de B´alaj Chan K´awiil en Dos Pilas. La última derrota de Nuun Ujon Chaak fue total. 
La segunda mitad del siglo VII, se caracteriza por ser un periodo de extrema belicosidad. Los enfrentamientos entre los distintos reinos se suceden a lo largo del tiempo, mostrando la existencia de una rivalidad patente y que se perpetúa durante este siglo. En el año 680 d. C. El Naranjo vuelve de nuevo a la carga y logra derrotar a Caracol. Llegan a dominar Caracol, estableciendo una nueva dinastía, pero dos años después se produce un nuevo cambio dinástico. De nuevo Calakmul, haciendo gala de su dominio, toma las riendas de la situación imponiendo una nueva dinastía en Caracol, estableciendo a una hija de B´alaj Chan K´awiil. El dominio territorial de Calakmul se expandía, estando presente en zonas tan alejadas como El Perú, donde Yuknoom el Grande supervisó el nombramiento del gobernante K´inich B´alam, comprometiéndole con una princesa de Calakmul: Ix Canal Ajaw. Los dominios de Yuknoom llegan hasta Cancuén, donde se impuso como protector del reino durante, al menos, tres generaciones, nombrando a dos de sus reyes, en los años 656 y 677. Tanto en las zonas altas, como bajas, del Usumacinta, Calakmul estaba presente. 
Cuando muere Yuknoom el Grande, en el año 685, Calakmul se encontraba en la cima de su poder. Tanto militar, como políticamente, no tenía rival y dominaba un extenso territorio. Sin embargo, resalta la incapacidad de dominar totalmente a Tikal, su gran enemiga. Yuknoom el Grande sería el rey más importante y poderoso de su tiempo.

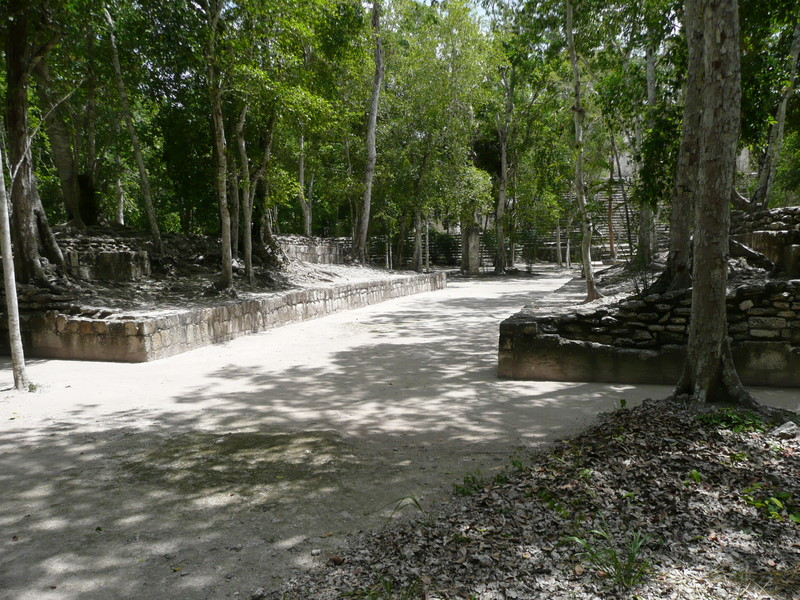
Juego de Pelota.

A finales del Clásico Tardío, en el año 686 d. C., Yuknoom el Grande será sucedido por Yuknoom Yich'aak K'ahk' (686-¿695? d. C.), conocido como Garra de Jaguar. Cabe señalar que la importancia de Garra de Jaguar ya estaba marcada, desde el momento anterior a su nacimiento, debido a que era el hijo primogénito de Yuknoom el Grande. Diversa información de campo en Calakmul, alude a varios datos anteriores a su fecha de ascensión al poder, lo que tal vez podría indicar que Garra de Jaguar, fue nombrado regente y sucesor por el propio Yuknoom el Grande, en los momentos finales de su vida. Yich'aak K'ahk' mantendrá la política anterior, impuesta por sus predecesores, con una fuerte base diplomática y militar; sin embargo, tuvo que hacer frente a grandes dificultades, que marcarían el final de la capital y, por ende, del Reino de la Serpiente.

### Final de la Edad de Oro
Tras la muerte de Yuknoom el Grande, en el año 686 d. C., es nombrado como regente Yich´ak K´ak´. Su alzamiento ha quedado registrado en dos sitios arqueológicos: El Perú y Dos Pilas, en ellos queda reflejado cómo Garra de Jaguar mantiene la lealtad de ambos sitios, de manos de K´inich Balam y Ba´laj Chan K´awiil. En estos momentos, el potencial político de Calakmul era envidiable y, continuando con la política anterior, el cuchcabal de la cabeza de serpiente obtendrá a un nuevo protegido, Naranjo, en el año 693 d. C., instaurando en el trono a un niño de unos 5 años, K´ak´ Tiliw Chan, con el fin de reforzar lo que realmente era una dominación, a través de una apariencia de protección, basada en una política dinástica, iniciada ya años atrás, por Calakmul.
En el año 695 d. C., Yich´ ak K´ak´ se ve envuelto en una guerra contra Jasaw Chan K´awiil, el nuevo ajaw de Tikal. Es preciso señalar que este hecho da lugar a una gran controversia, puesto que la estela 9 de Dos Pilas nos representa a B´alaj Chan K´awiil con el atuendo del Dios del Maíz de Tikal (en una ceremonia que tuvo lugar en Calakmul bajo la presencia de Yuknoom Ch´een II), junto con un escudo que nos indica el título real de Tikal “u naahb´ nal K´inich”, pudiendo ubicar a B´alaj como señor de Tikal, una más que probable posición, reforzada por la presencia del glifo-emblema de Tikal y del prefijo k´uhul, divino. La estela tiene la misma fecha que la Grada 2, datadas como 9 ajaw, 7 de mayo de 682 d. C. Según los restos epigráficos, 4 días antes de esta fecha Jasaw Chan K´awiil, el hijo de Nuun Ujol Chan había sido nombrado como rey de Tikal, aprovechando el desplazamiento de B´alaj a Calakmul, tomando el apoyo de las clases nobles y las gentes disconformes con la situación establecida. Todo este contexto generó uno de los conflictos más importantes entre Tikal y Calakmul, por las consecuencias posteriores. Desde este momento, la guerra entre ambas potencias tuvo tal magnitud, que incluso las cuestiones con Dos Pilas se dejaron de lado, para centrarse únicamente en el nuevo objetivo, la aniquilación de uno de los dos bandos. Este enfrentamiento fue uno de los más sangrientos, por lo menos es así como nos los describen los restos arqueológicos, a través de los cuales sabemos que, en esta ocasión, los capitanes de guerra de Kaan fueron derrotados, capturados y sacrificados. Calakmul había sido vencida, dando lugar a los consiguientes actos de humillación, siendo capturada una de sus deidades, Yajaw Maan. Todo ello está registrado en el dintel de madera del Templo I de Tikal, en el que Jasaw Chan K´awiil mandó grabar una inscripción, en la que se declara que capturó el escudo de pedernal de Yich´ak K´aak´, fechado para el 5 de agosto de 695 d. C.

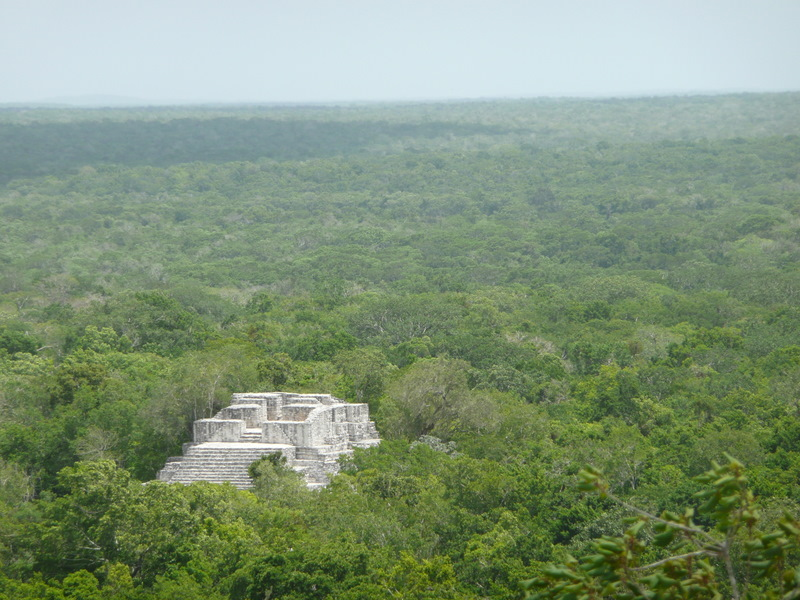
Estructura VII.

La gran derrota de Calakmul dio lugar a la inminente caída del reino de Kaan. Toda la organización política, establecida desde antaño, desapareció. El contexto de debilidad en el que se encontraba Calakmul, el duro golpe infligido por Tikal hacía mella, ya no solo a nivel organizativo, sino también de prestigio y de capacidad militar. Esto fue aprovechado, tanto por sus rivales, como por aquellos reinos afiliados en los cuales estaban presentes ideas de secesión. No se sabe con certeza qué ocurrió con Garra de Jaguar, pero como fuente de información existe un tablero de estuco del palacio real de Tikal, en el que se muestra a un cautivo de la batalla y, aunque el nombre del rey se muestra en una leyenda adjunta, no se puede afirmar que se esté representando en dicha imagen. Sea como fuere, la representación hace mención a una persona de importancia dentro de la corte de Calakmul, ya que la figura del rey de Tikal, agarrando la correa del cautivo, es reveladora y busca resaltar dicha condición.
Garra de Jaguar muere alrededor del siglo VIII d. C., siendo sepultado, posiblemente, en la tumba 4, encontrada en el interior de la Estructura II de Calakmul.
Tras la derrota del 695 d. C. contra Tikal, la imagen de superpotencia de Calakmul se fue evaporando, al mismo tiempo que su enemiga iba recuperado el lustre de épocas pasadas. Aun así, Calakmul realizó un último esfuerzo, intentando mantener sus relaciones con sus antiguos aliados, pero el contexto histórico no le era favorable y la crisis abierta por Tikal generó un conflicto político interno, una guerra civil entre los linajes de poder, que minaban sus intentos por reponerse. Viéndose en esta tesitura, la opción elegida por los nuevos gobernantes se orientó hacia la consecución de nuevos pactos y alianzas, con reinos situados más al norte. El mantenimiento de viejos y nuevos aliados fue una actividad crucial para el devenir de Calakmul; el tradicional trabajo diplomático que había desarrollado hasta estos momentos, se mantuvo y fue providencial para su continuidad. 
A comienzos del siglo VIII d. C., es nombrado como rey Yuknoom Tok´ K´awiil (702-731 d. C.); dicho monarca será uno de los últimos gobernantes que aparezca representado en estelas de reinos foráneos, como en El Perú y Dos Pilas. Con ambos reinos, las buenas relaciones de antaño se mantenían e, incluso, se continuaba supervisando la ascensión de los nuevos gobernantes. Otros reinos, como Naranjo, continuaban haciendo gala de su alianza con Calakmul. Así, en el año 711 d. C. el rey de Naranjo proclamaba, con motivo de satisfacción, la lealtad que mantenían ya con Yich´ ak K´ ak´. Calakmul, aun estando pasando un momento delicado, de crisis, mantenía parte de sus antiguos contactos, por lo que no estaba solo. A pesar del empuje que supuso la recuperación de Tikal, esta no pudo hacerse con el dominio de Calakmul. Los antiguos rivales continuaban en pie, cada uno por su lado; militarmente había sido derrotada, pero el complejo sistema de alianzas impuesto por los antiguos monarcas le permitía mantener una cierta independencia. 

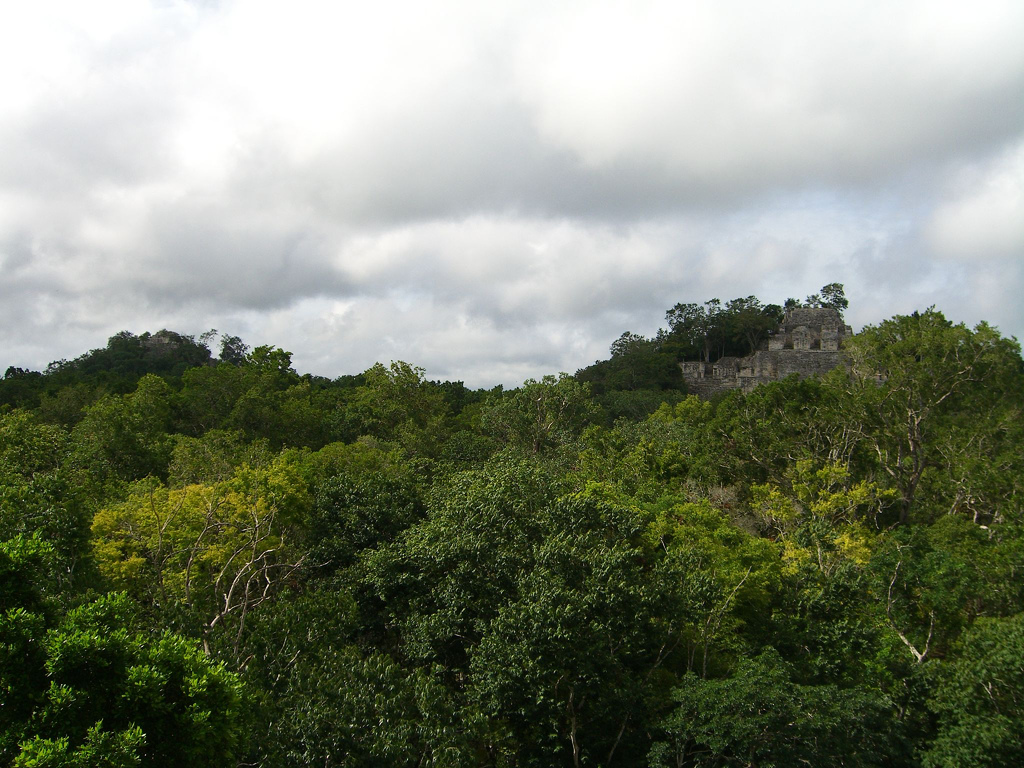
Estructura II.

El periodo posterior a este monarca es bastante oscuro, ya que casi no existe información para su estudio. El final de Calakmul, como superpotencia, está próximo. Aun así, cabe la posibilidad de que en estos momentos Calakmul alcance una cierta recuperación, por mínima que sea, que le permita una reorganización militar, los especialistas concluyen que la capital del reino de Kaan estuvo vinculada con la rebelión que tiene lugar en Quiriguá, contra sus señores de Copán, en el año 736 d. C. Es muy probable, teniendo en cuenta el tipo de relación política impuesta a lo largo de los años, por los gobernantes de Calakmul con sus aliados o reinos “amigos”, que el reino de la cabeza de serpiente volviese a entrar en acción. Una fuente de Quiriguá indica a un nuevo gobernante o señor divinoo de Chiik Naab´, para el 736 d. C., Wamaw K´awiil. Entrados en este oscuro periodo de Calakmul, 5 estelas del sitio aportan algún tipo de información, nombrando a un nuevo gobernante, para el 741 d. C., el conocido como Gobernante 8 o B´olon K´awiil I. Siguiendo los restos arqueológicos encontrados en la propia urbe, podemos establecer una secuencia constructiva, basada en la reforma de las obras públicas; destaca, sobre todo, el caso de la Estructura II en la cual, en estos momentos, se realizarán grandes cambios, dando lugar a la llamada Estructura II B, con varios cuerpos escalonados, o la construcción de la cancha del juego de pelota de Calakmul, ambas obras atribuidas a este gobernante. 
El desastre total queda patente. A finales del Clásico Tardío, dos de los reinos “protegidos” de Calakmul, Naranjo y El Perú, son derrotados por su enemiga Tikal en los años 743 y 744 d. C. El avance de Tikal era imparable, a la vez que el desmembramiento del reino de Kaan era un hecho. La primacía de Calakmul se desvanecía por momentos; su decadencia, notable a todos los niveles, marcará estos finales del Clásico Tardío.

### Finales del Clásico Tardío–comienzos del Postclásico
Los años siguientes a los grandes desastres contra Tikal, que supusieron el declive final de Calakmul, están marcados por una decadencia, descrita de forma solapada, en los registros de la urbe. Muy pocas son las referencias de tipo político que se conservan para este periodo. Aprovechando esta debilidad, algunos de los centros afiliados al reino de la cabeza de la serpiente comienzan a desarrollar una actividad independiente. 

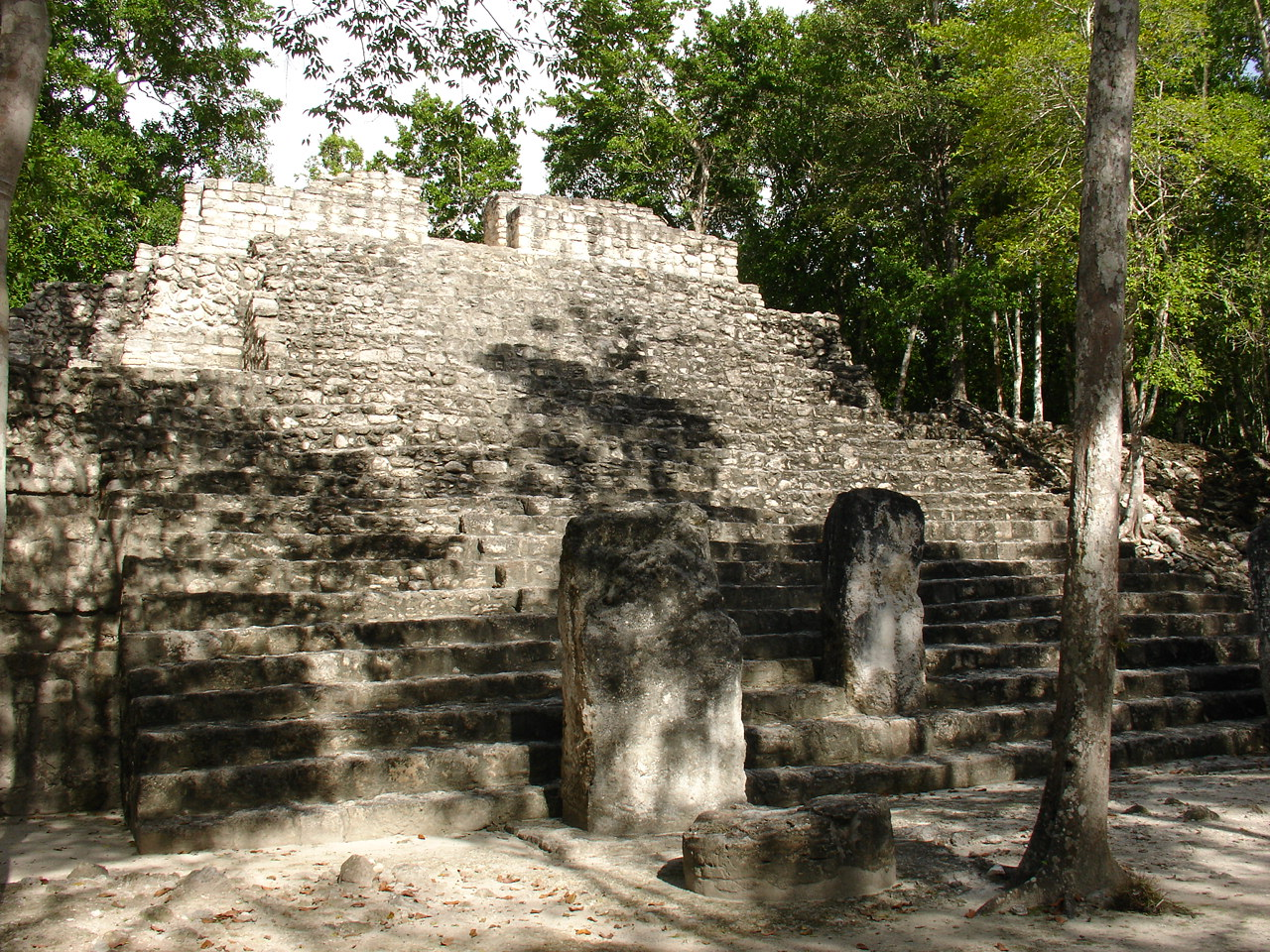
Estructura del sitio.

Por la estela 61 del sitio, se sabe que hubo un último intento de recuperación militar, por parte de Calakmul; en dicha estela se hace referencia al gobernante Aj Took´ (>909?>), y al glifo-emblema de la cabeza de la serpiente, representando el momento de su investidura como nuevo Ajaw del cuchcabal. Con este nuevo monarca, se abre el periodo final de Calakmul. En el mismo estilo de las estelas puede comprobarse la decadencia, con unas malas representaciones, que intentan imitar a las de los modelos clásicos, comenzando el llamado periodo Postclásico Temprano. Un periodo que coincide con un proceso de abandono de algunas de las zonas más al norte de las tierras bajas mayas. 
Hacia el siglo X d. C., Calakmul, igual que muchos otros grandes centros mayas, comenzó a ser abandonado, lo que posiblemente derivó en el desvanecimiento del reino de Kaan. Cuando Alonso de Ávila, a comienzos del siglo XVI, recorre los territorios de Campeche, los centros mayas habían sido abandonados totalmente y lo único que quedaban eran utilizaciones marginales de los mismos, con algunos tipos de actividades rituales, llevadas a cabo por pequeños grupos de pobladores Cehaches, que se encontraban en los alrededores.

### Lista de gobernantes de Calakmul
- Creador del Cielo
- Yuknoom Ch'een I, Período Clásico, alrededor del siglo V-siglo VI d. C.
- Tuun K'ab Hix, 520 - 546. Conocido actualmente como K'altuun Hix
- Testigo del Cielo o Testigo Celeste, 561 - 572.
- Yax Yopaat, 572 - 579.
- Uneh Chan, 579 - 611. Conocido como Serpiente Enrollada o Vírgula Serpiente.
- Yuknoom Ti'Chan, 619 - ?.
- Tajoom Uk'ab K'ahk', 622 - 630.
- Yuknoom Cabeza, 630 - 636.
- Yuknoom Ch'een II, 636[5] - 686. Conocido como Yuknoom el Grande.
- Yunknoom Yich'ak K'aak', 686 - 698. Conocido como Garra de Jaguar o Garra de Fuego.
- Yuknoom Took' K'awiil, 702 - 731.
- Wamaw K'awiil, >736>.
- B'olon K'awiil I, >74?
- Gobernante Z, >751>.
- B'olon K'awiil II ??
- Chan Pet, >849>.
- Aj Took', >909>?. Conocido como El, de pedernal.

## Sitio arqueológico

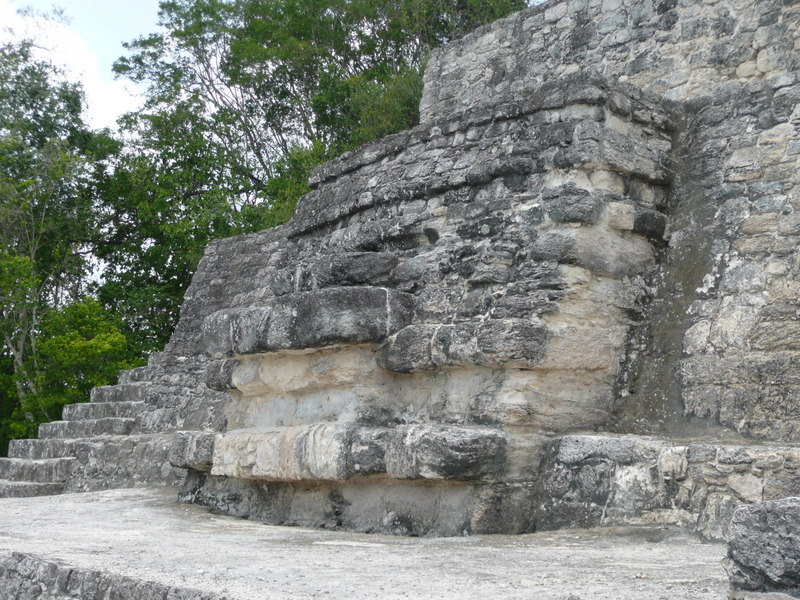
Mascarón en la Estructura II.

Tras el descubrimiento inicial de los restos de la urbe, por Cyrus Longworth Lundell, a comienzos del siglo XX, los estudios sobre la misma fueron decayendo. Aun así, el hallazgo de grandes estructuras mantuvo viva el ansia de conocer más sobre esta potencia, lo que dio lugar a los posteriores trabajos, desarrollados por distintos investigadores. La cantidad de grandes construcciones que presenta Calakmul, supera a muchos otros centros; unas estructuras que se van disponiendo a lo largo de la selva, configurando el mapa de la urbe; un mapa urbanístico en el que destacan, entre otras estructuras, la red de suministro de agua y los caminos, que se encuentran diseminados por todo el territorio, poniendo de relevancia la importancia que tuvo la inversión en obras públicas, para los gobernantes de la urbe. 

### Estructuras
El espacio territorial de Calakmul está repartido de una manera dispersa, a través de cinco grandes complejos organizados en torno a la Gran Plaza central —que también servía como un gran reloj de sol—. El terreno queda dividido en un centro nuclear, donde se desarrolla la mayor parte de la actividad política, económica y religiosa con barrios conectados con este centro, mediante calzadas de tipo urbano. 
- Gran Plaza. La Gran Plaza de Calakmul era el punto de encuentro de las fuerzas políticas, religiosas y sociales del cuchcabal de la cabeza de serpiente. Este centro de la urbe, el cual estaba comunicado con otras partes de la misma, a través de caminos de tipo urbano, fue el eje central de la vida pública, desde el Preclásico tardío, hasta los momentos finales del Clásico Tardío. El espacio de la Gran Plaza se encontraba distribuido en dos secciones formadas por: la Estructura VII, al norte, la Estructura VI, al oeste, la Estructura II al sur y las Estructuras IV y III al este; la Estructura VIII cierra el extremo noreste y, por último, la Estructura V sería el punto de enlace de los dos sectores de la plaza.

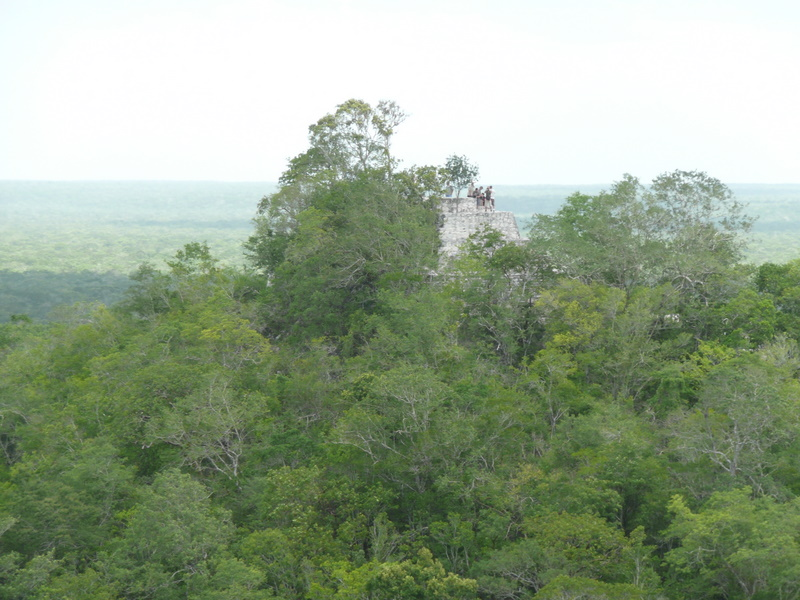
Diversas estructuras de Calakmul sobresalen en la espesa selva.

La configuración de la Gran Plaza nos manifiesta el gran sentido simbólico que tenían las construcciones mayas, mostrándose como una recreación del espacio sagrado, aquel lugar en el que lo sagrado queda a la vista de los hombres; zonas propicias para desarrollar las ceremonias sagradas, un sitio para convocar a los dioses. Siguiendo estas convicciones, en los edificios de la Gran Plaza se sucedieron una gran cantidad de eventos constructivos que, además de ser funcionales, servían para reforzar la situación de los linajes en el poder. La localización de unidades residenciales de las élites, en el norte de la Gran Plaza, nos da muestras de la importancia del conjunto puesto que, en muchas ocasiones el “trabajo burocrático” en dichas estancias podía ser escaso y realmente estaban destinadas más a actividades de tipo doméstico, o de tipo “pasarela”; es decir, los gobernantes y cortesanos tendrían acceso visual a todo el conjunto, de la misma manera que la gente de a pie podría contemplar la majestuosidad de la vida palaciega. 
A principios del Clásico Tardío, se produce una reorientación político-religiosa, en la cual la Gran Plaza pierde importancia, tomando el relevo la parte de la ciudad conocida como La Gran Acrópolis, aunque parece que la función religiosa-ceremonial de la Gran Plaza, se conservará hasta el Postclásico y parte del Período Colonial.

### Pintura mural
Como otras ciudades prehispánicas, es muy probable que Calakmul en su totalidad hubiera estado decorada con pintura mural, pero en la actualidad solo se han encontrado restos en las subestructuras que fueron cubiertas por etapas más modernas. El ejemplo más notable esta en los murales de la acrópolis de Chii`k Naab' en su estructura I. En 2005 se descubrió una subestructura cubierta de pintura mural realizada entre el 650 y el 700 e. c. La pintura representa escenas de la vida cotidiana.

### Sacbés
De los caminos, sac beo'ob o sacbé, se han llegado a identificar unos 15 tipos, que comunicaban a Calakmul con otras zonas y también vías dentro de la propia urbe. De entre todos estos caminos, destaca el denominado Sacbé 5, un camino de tipo regional, el cual abarcaba unos 40 kilómetros de distancia, uniendo Calakmul con El Mirador.

### Caminos, canales y pantanos
En Calakmul, se han hallado cinco recintos naturales para la acumulación de agua, entre ellos uno que se encuentra situado a dos kilómetros al norte del centro de la ciudad. La distancia a la que se encuentra este recinto, favoreció la creación de comunidades adyacentes, las cuales se comunicaban con el centro a través de caminos y que, posiblemente, utilizaron canales para el abastecimiento de agua. A semejanza de otras de las grandes culturas precolombinas, la construcción de caminos favorecía la comunicación y el traslado de población, materiales, etc. La labor que cumplían estas aguadas era, sobre todo, doméstica, aprovechándolas para las labores de siembra.

### Estelas
Se han encontrado 120 estelas, que convierten a Calakmul en el sitio con mayor número de estelas de toda el área maya. Muchas corresponden a etapas muy tempranas, alrededor del año 400 a. C. Las estelas de Calakmul son notables ejemplos de arte maya, que han arrojado mucha información sobre el desarrollo político y espiritual de la ciudad.

## Biodiversidad
De acuerdo al Sistema Nacional de Información sobre Biodiversidad de la Comisión Nacional para el Conocimiento y Uso de la Biodiversidad (CONABIO) en la Reserva de la Biosfera Calakmul habitan más de 2 730 especies de plantas y animales de las cuales 180 se encuentra dentro de alguna categoría de riesgo de la Norma Oficial Mexicana NOM-059 y 44 son exóticas.

### Fauna
Dentro de la reserva se encuentran una gran variedad de animales y plantas, muchas de ellas actualmente amenazadas por la caza ilegal, tráfico de especies en peligro de extinción, tala desmedida del territorio y la contaminación.

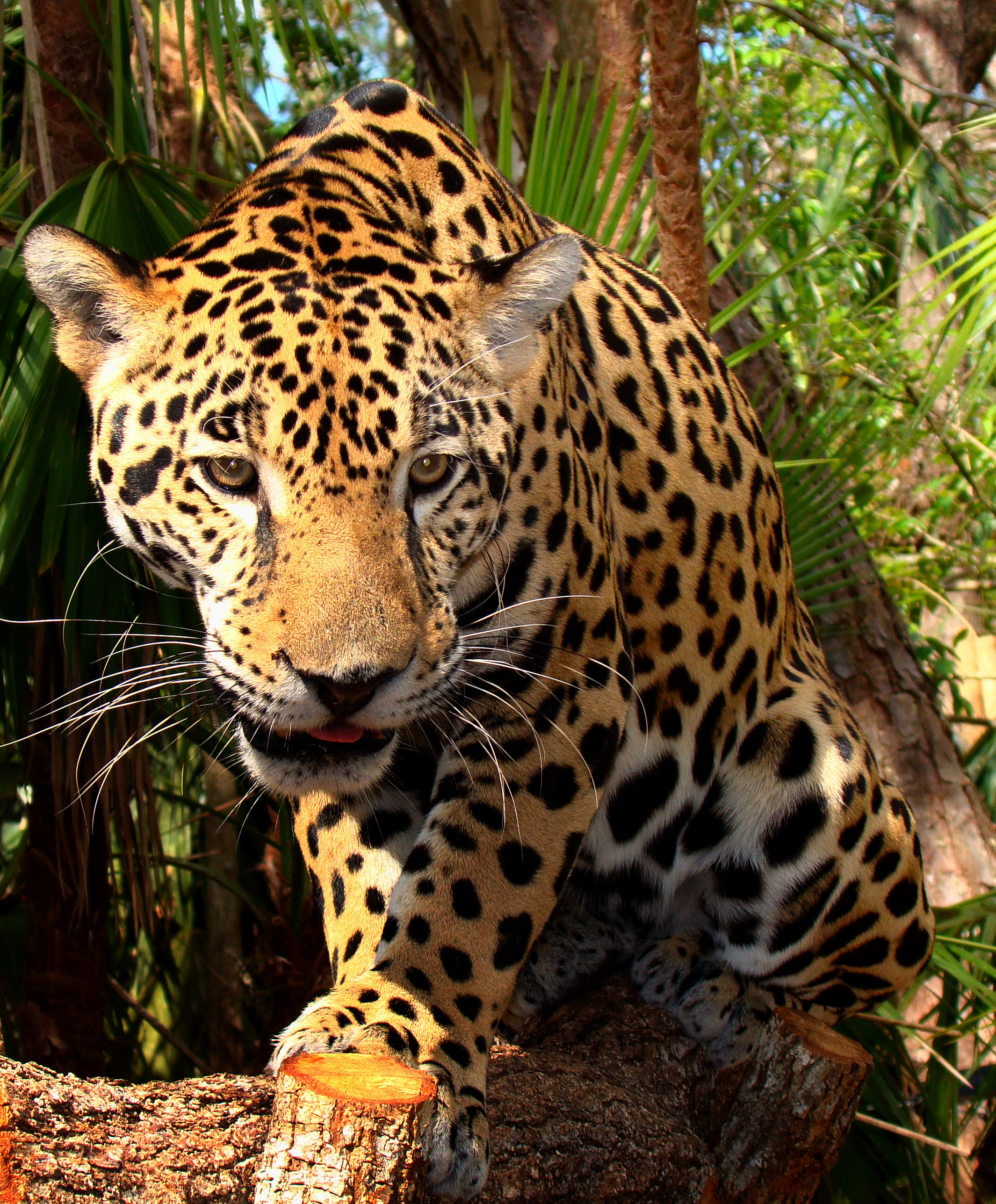
Jaguar (Panthera onca)
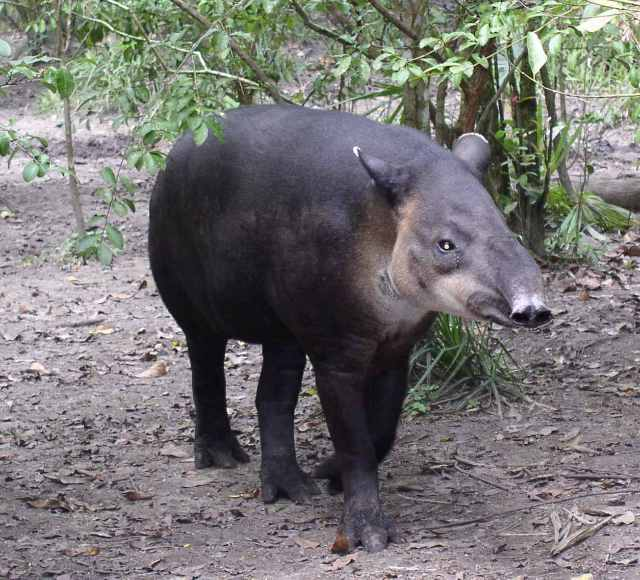
Tapir (Tapirus bairdii)
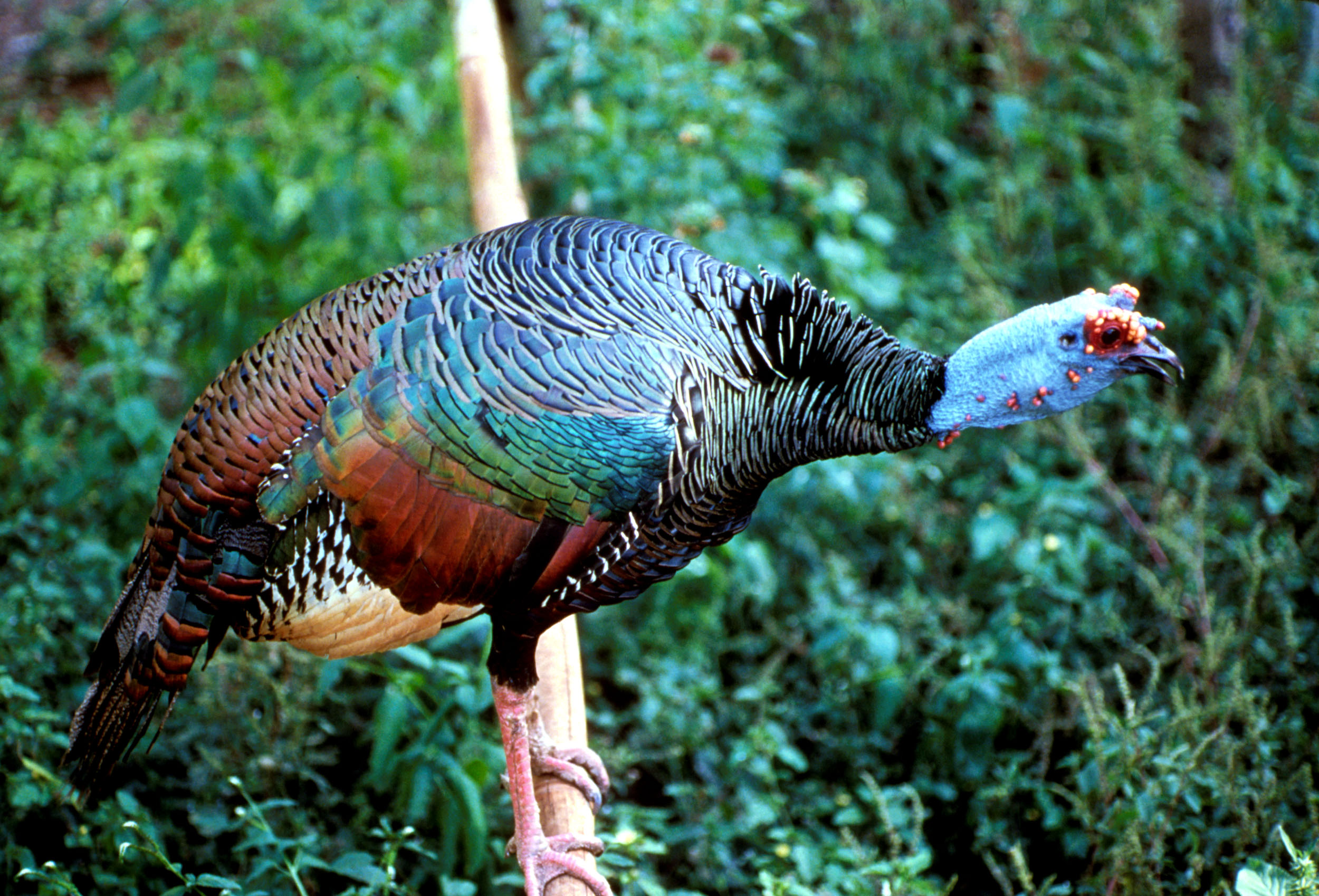
Pavo Ocelado (Meleagris ocellata)
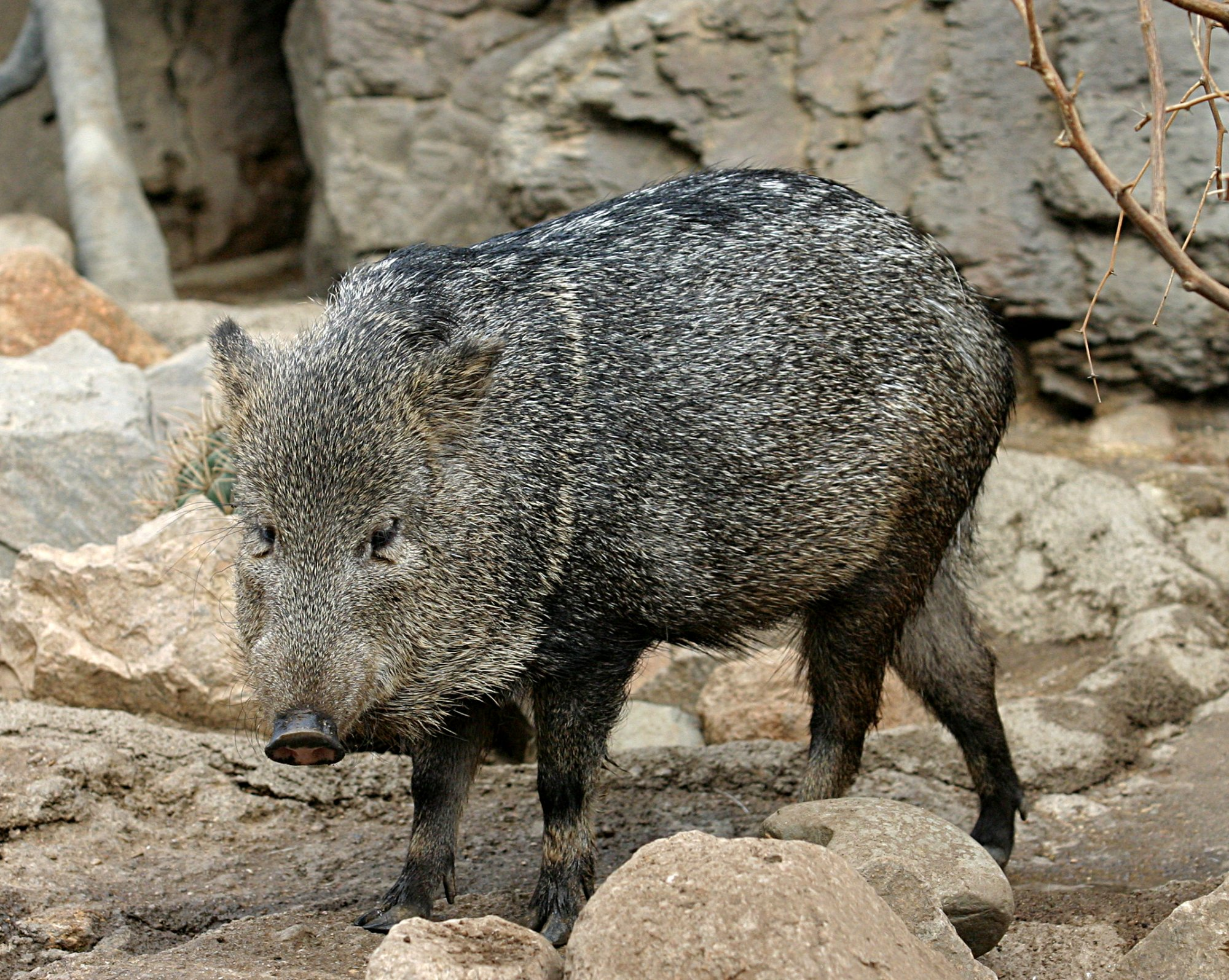
Pecarí de collar (Pecari tajacu)
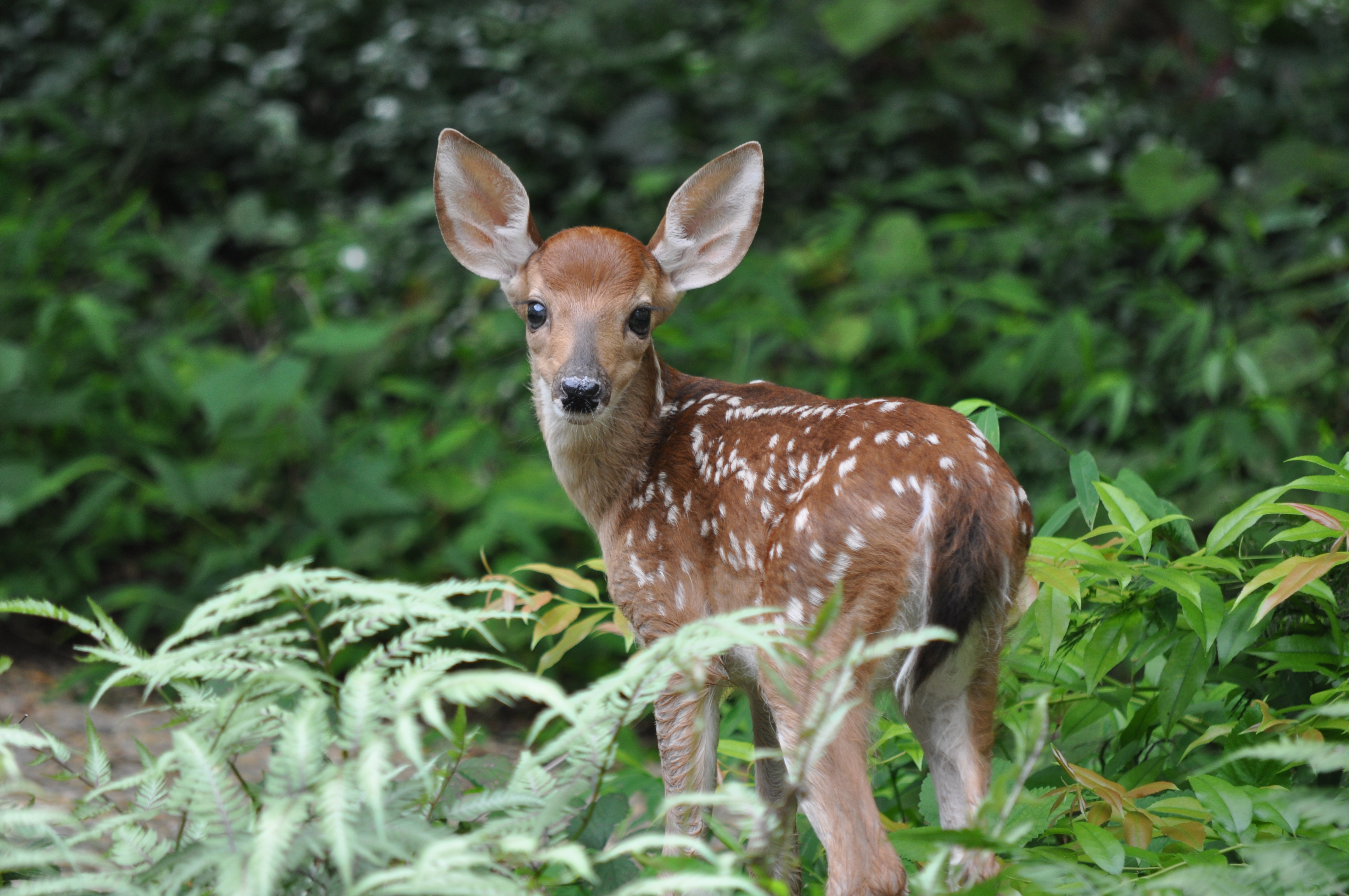
Venado de cola blanca (Odocoileus virginianus)
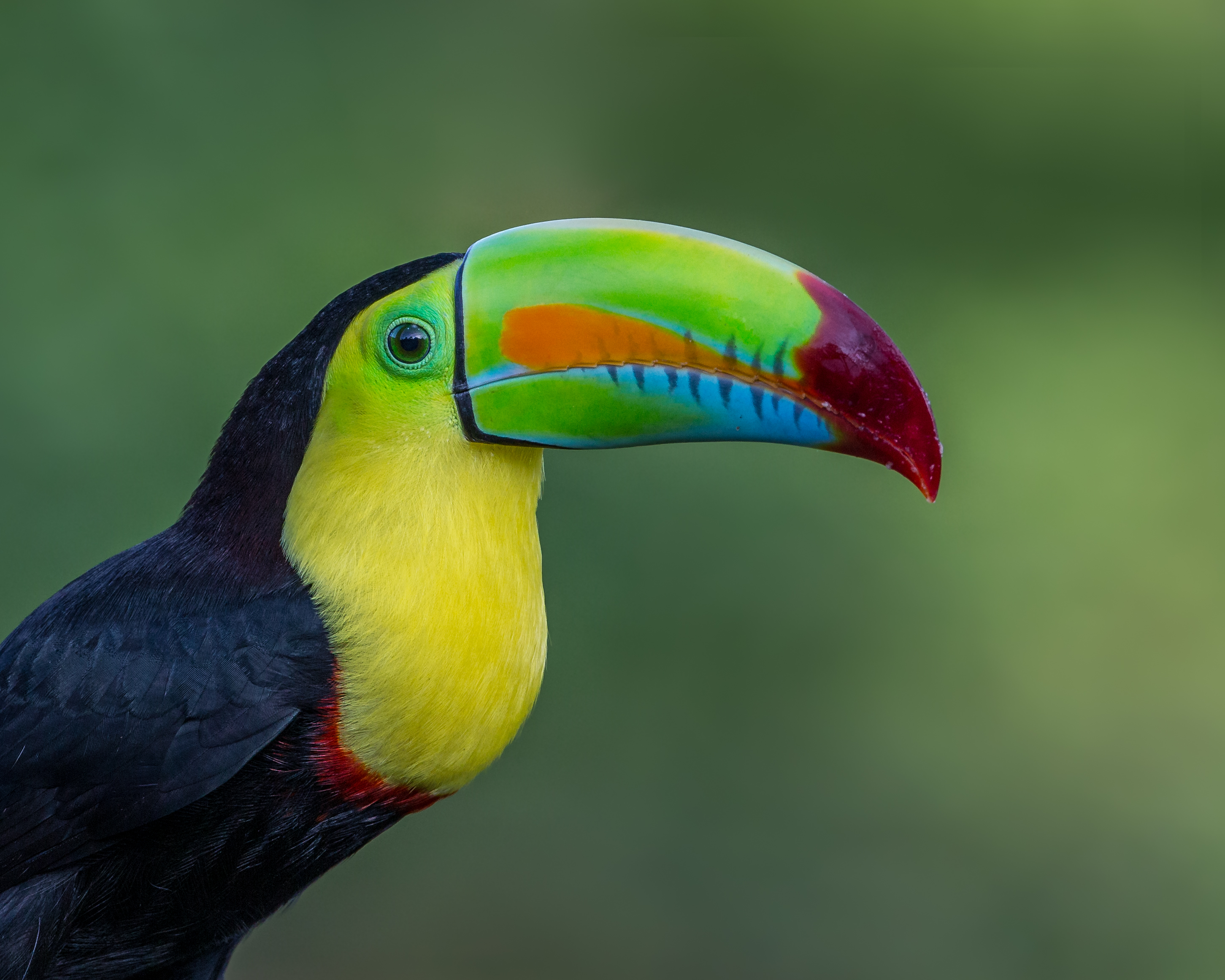
Tucán Pico verde (Ramphastos sulfuratus)
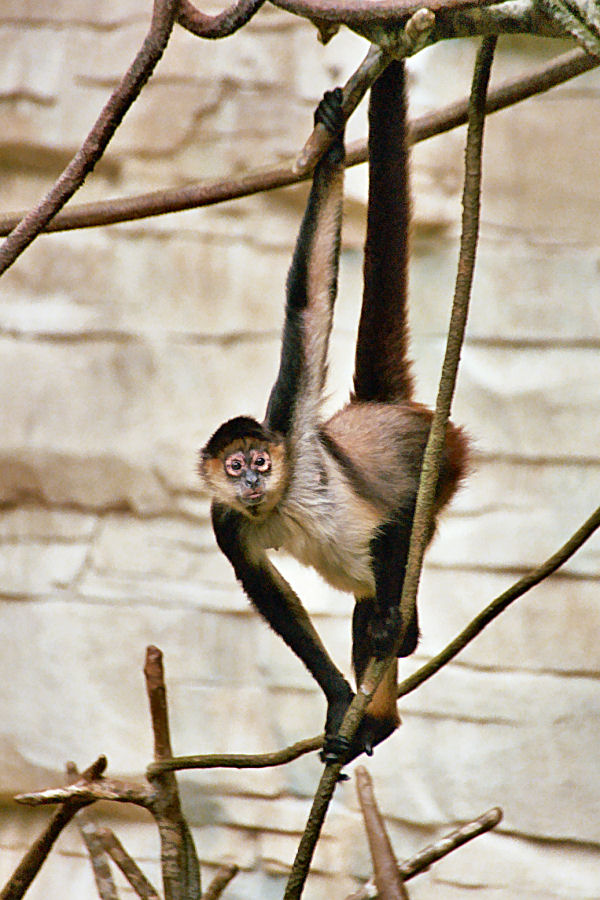
Mono araña (Ateles geoffroyi)
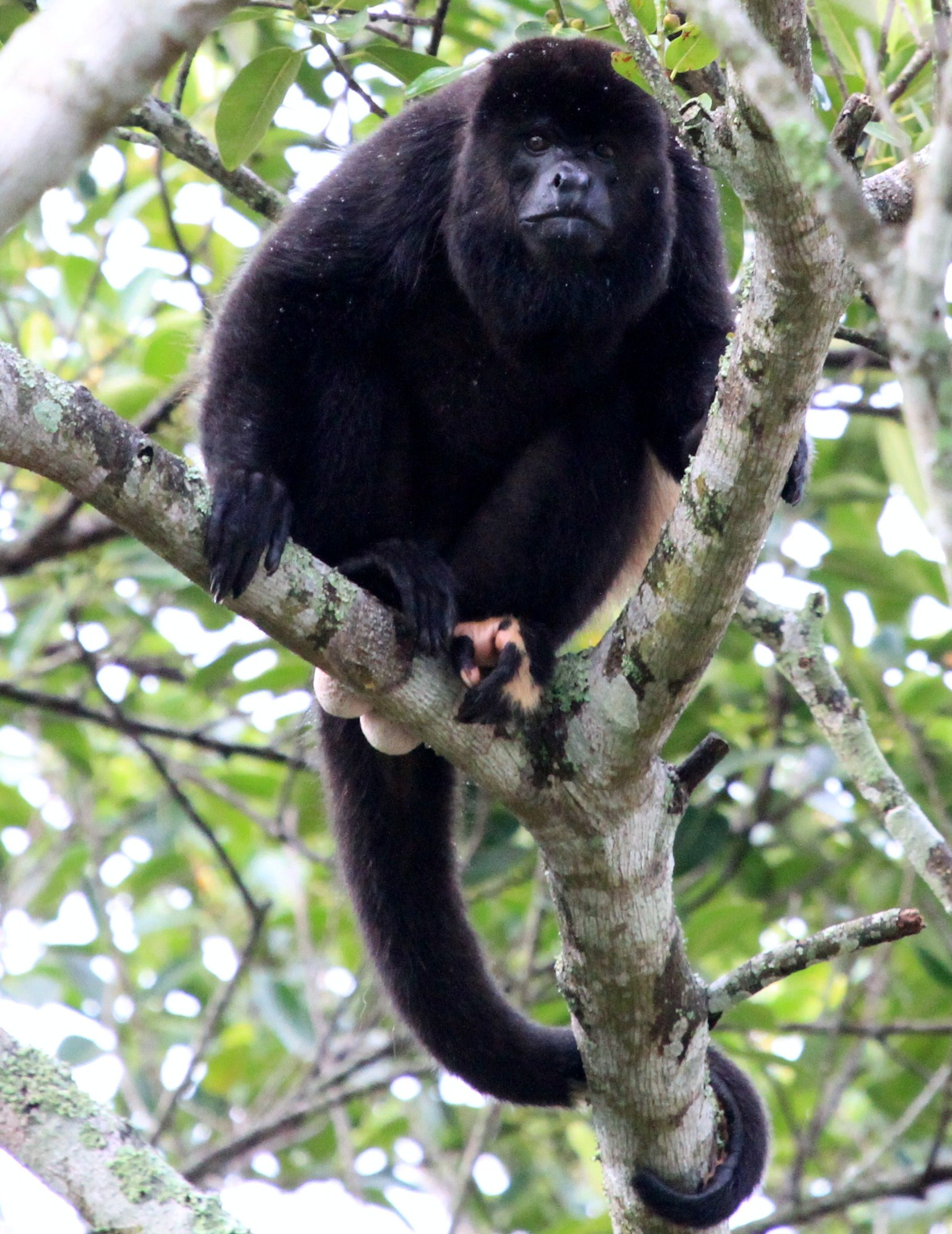
Mono aullador o Saraguato (Alouatta palliata)
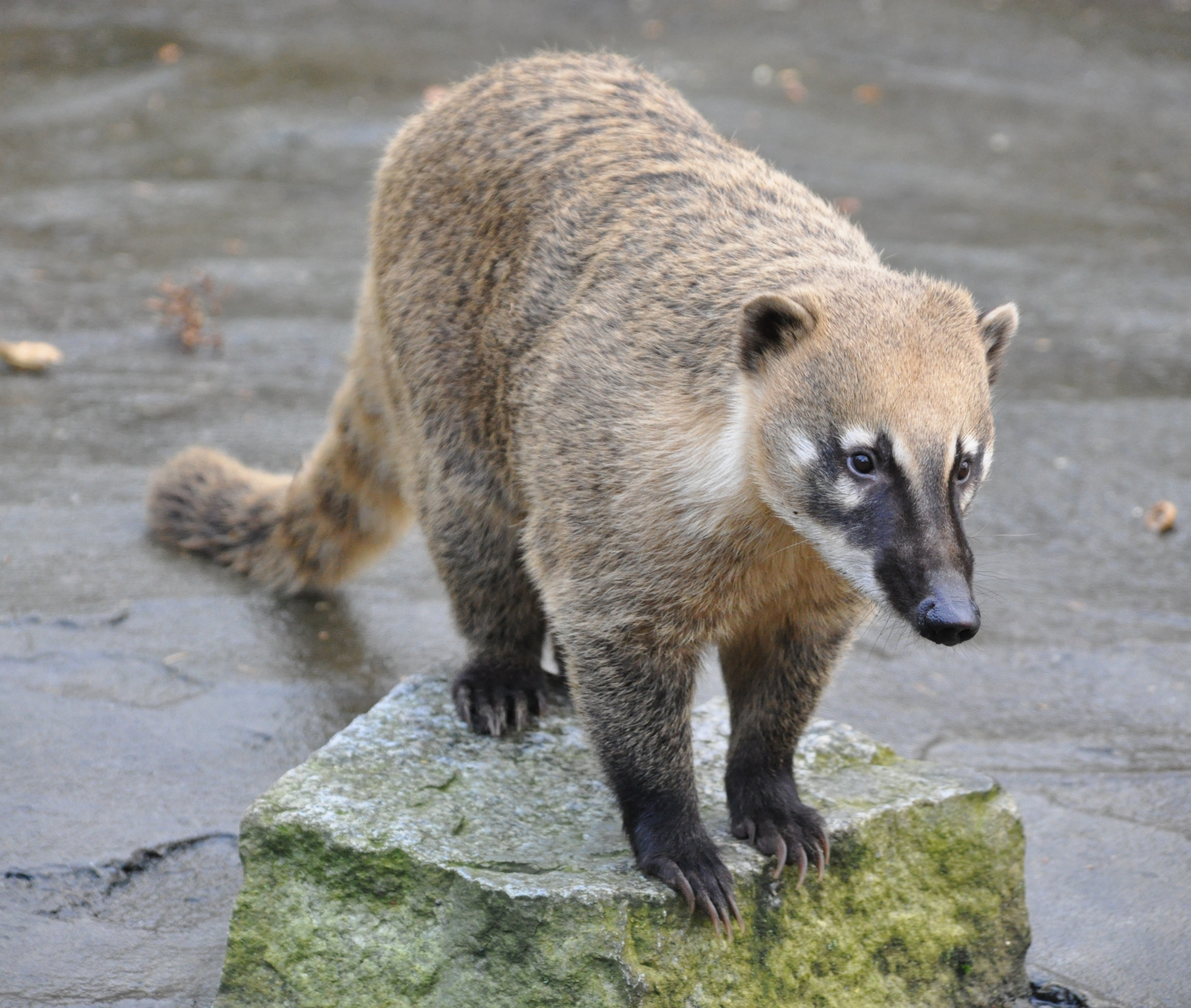
Coatí o Pizote (Nasua)
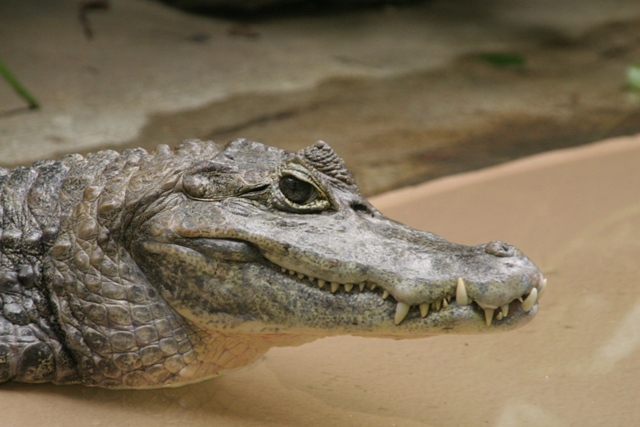
Caimán (Caiman crocodilus)
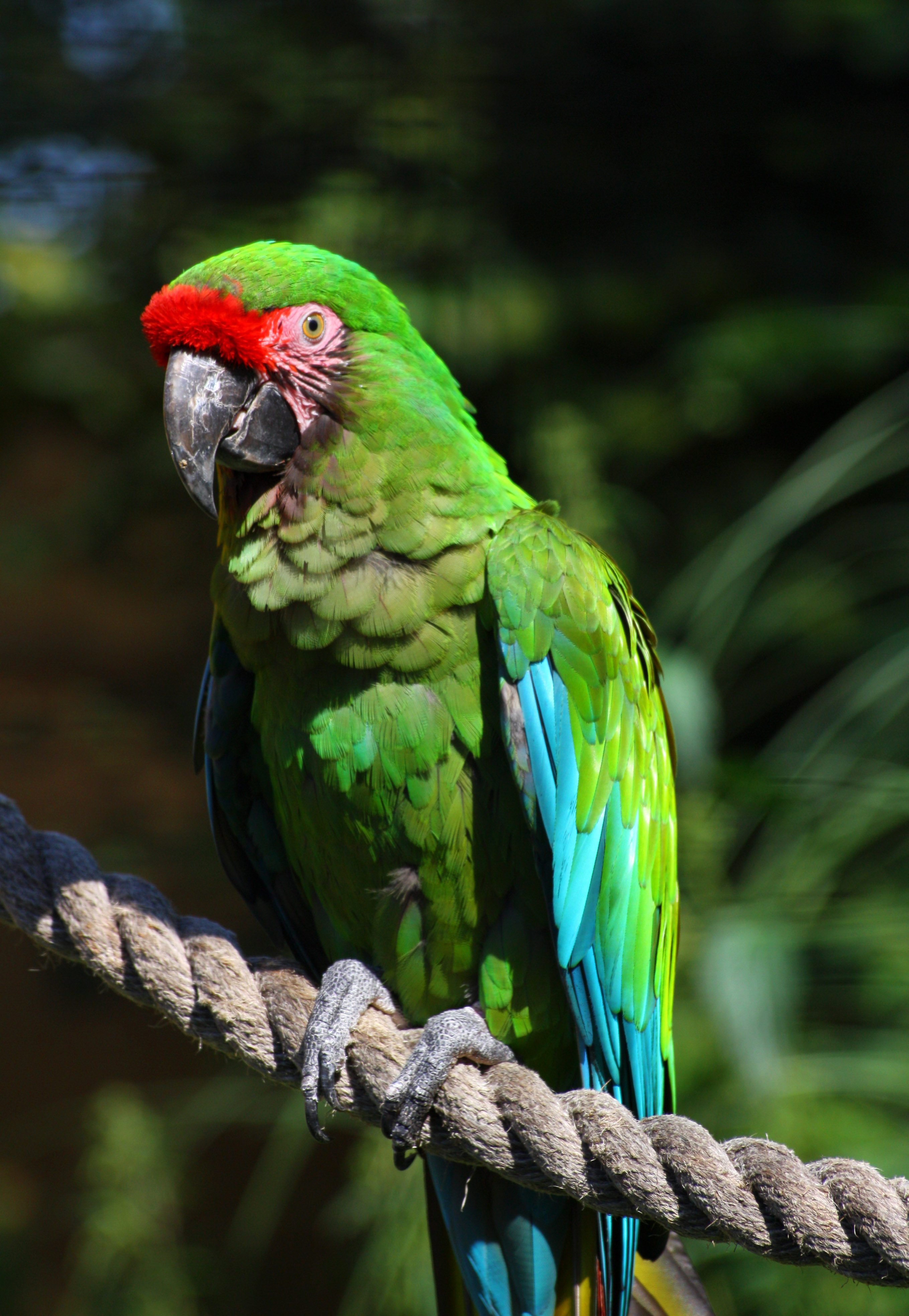
Guacamayo verde (Ara militaris)
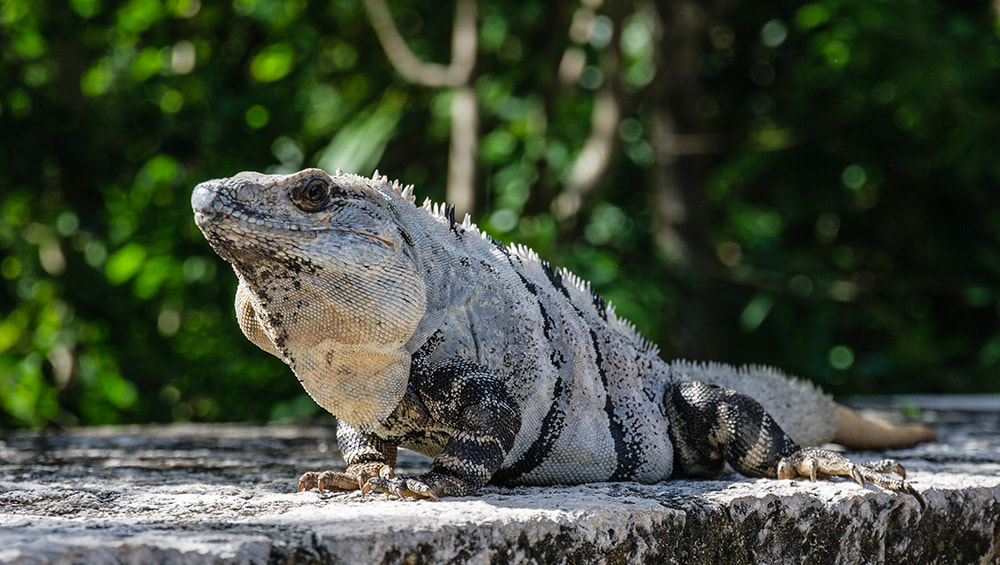
Iguana verde (Iguana iguana)
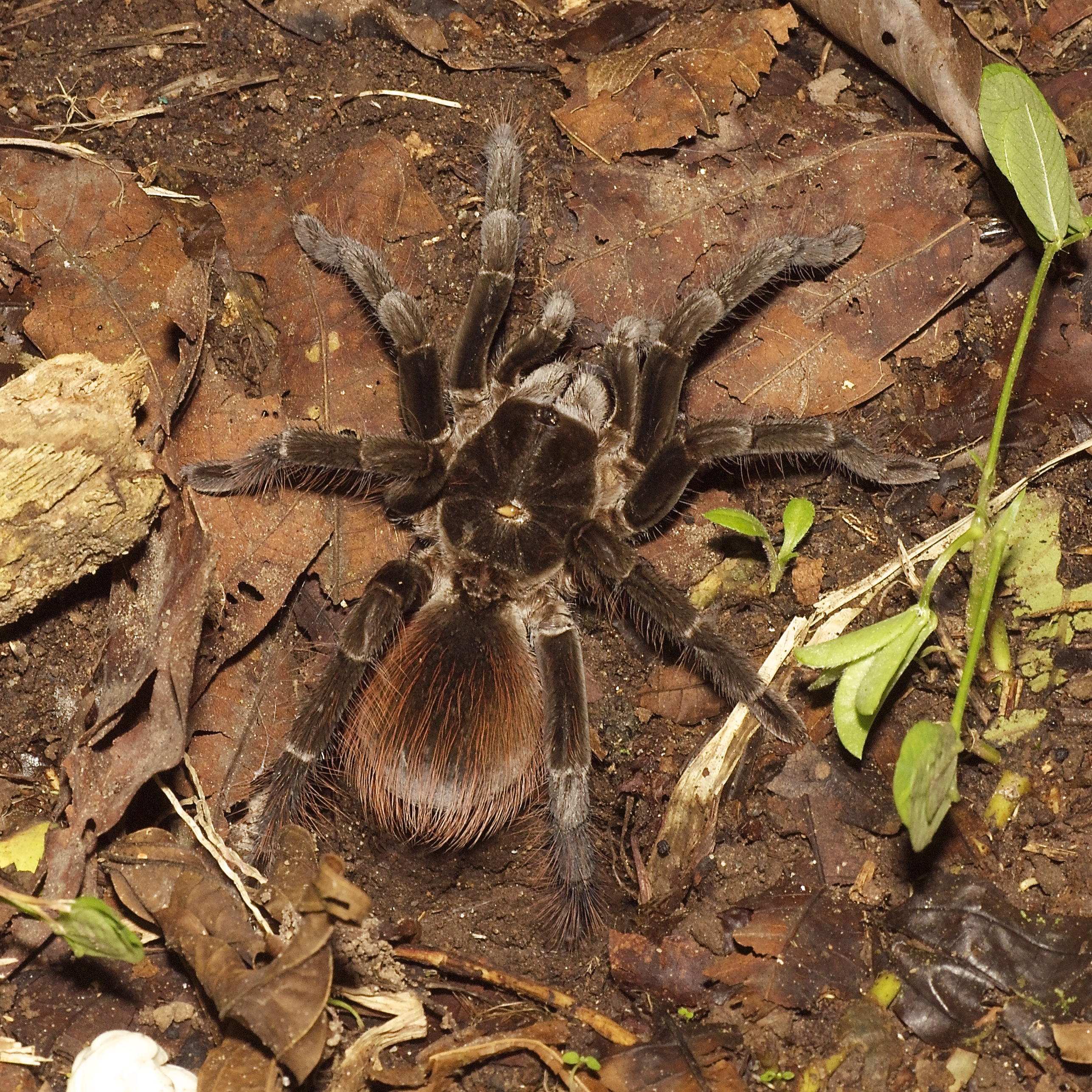
Tarántula (Tarántula)
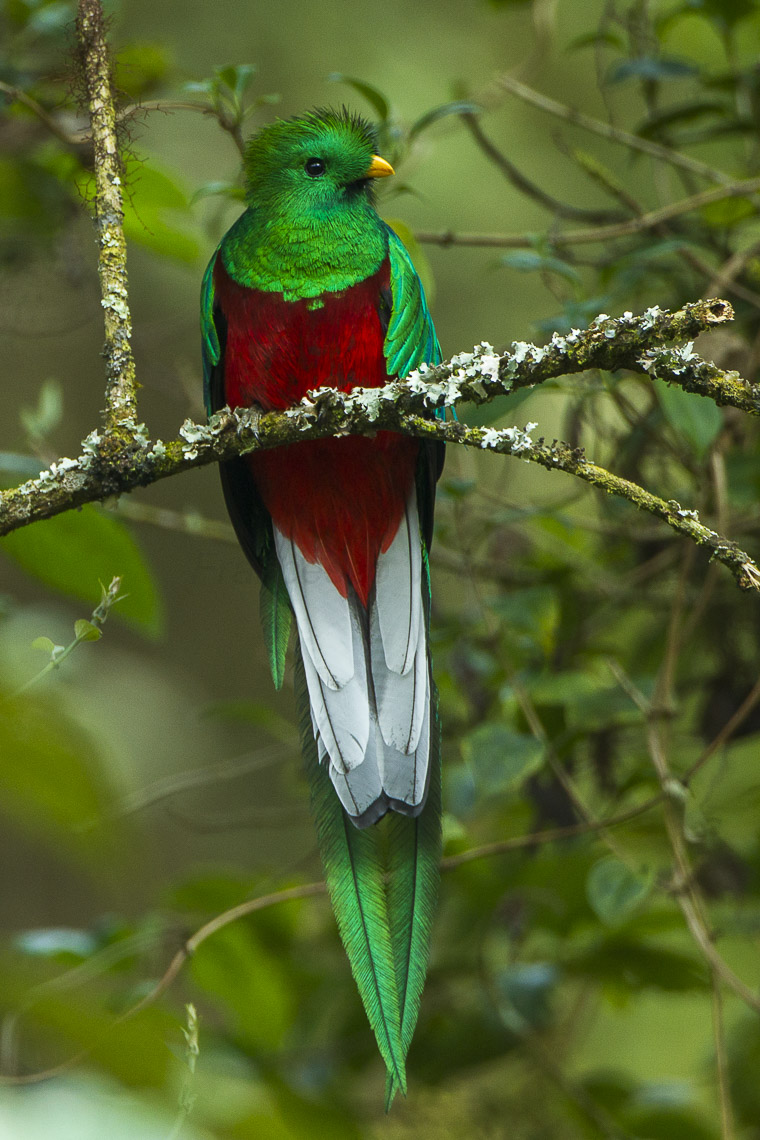
Quetzal (Pharomachrus mocinno)
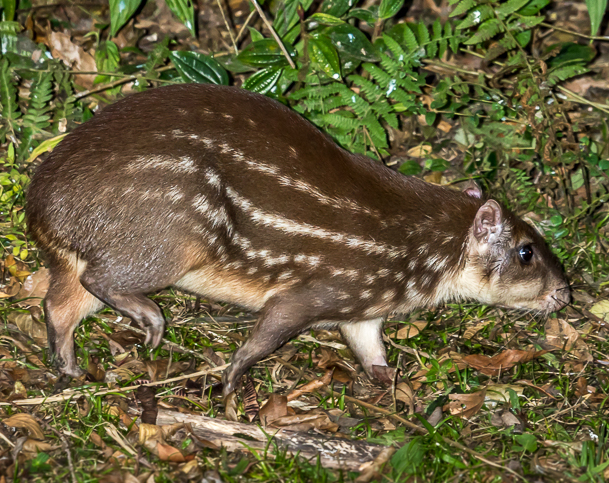
Paca o Tepezcuintle (Cuniculus paca)
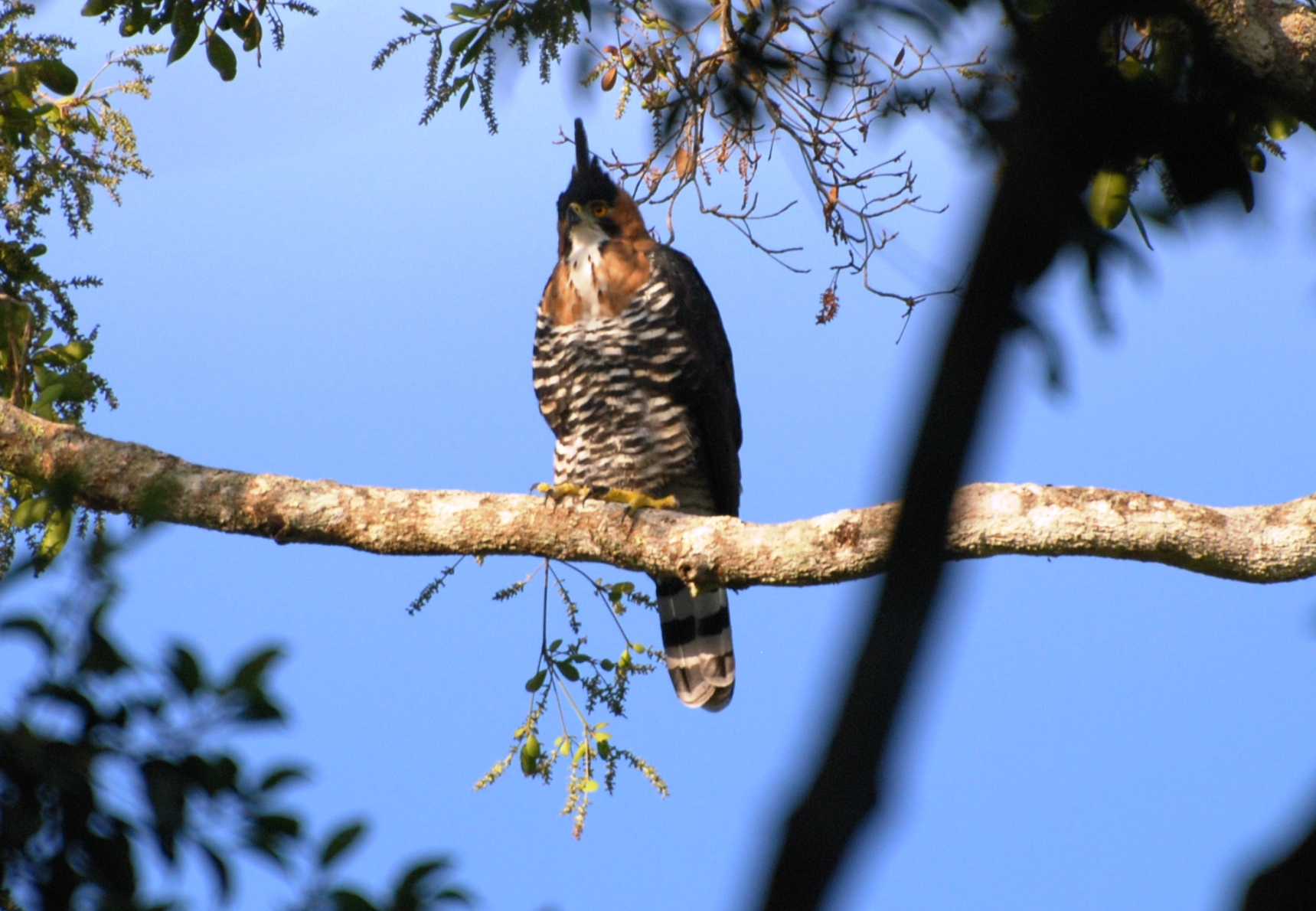
Águila elegante (Spizaetus ornatus)
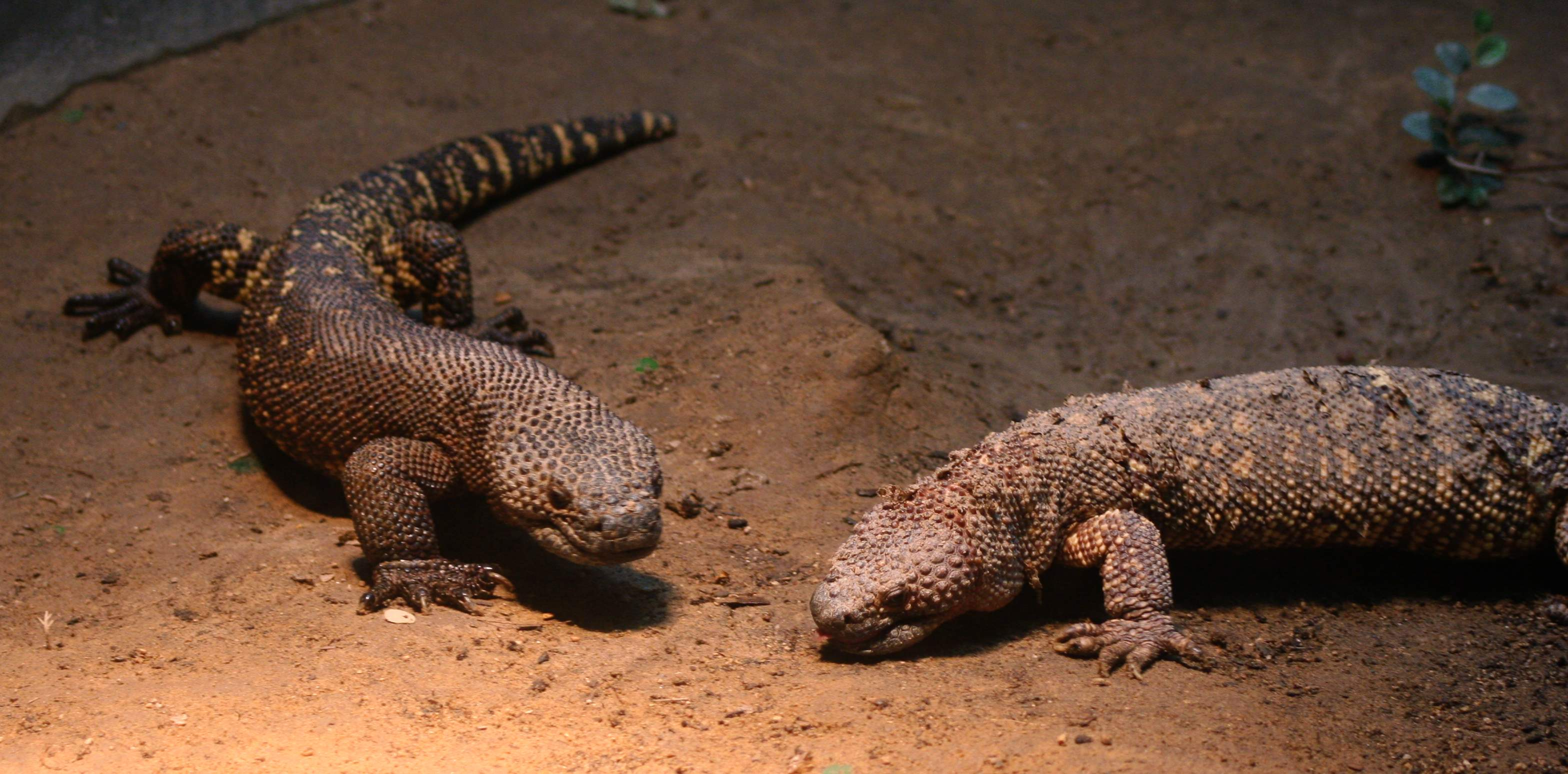
Lagarto enchaquirado (Heloderma horridum)
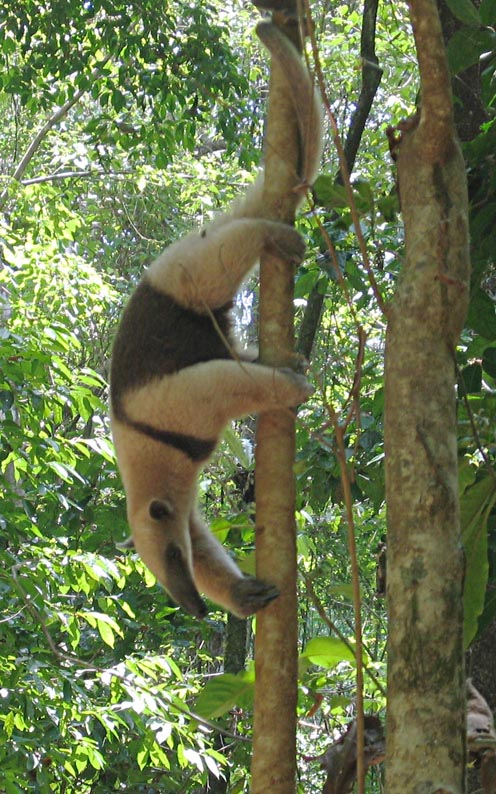
Oso Hormiguero mexicano (Tamandua mexicana)
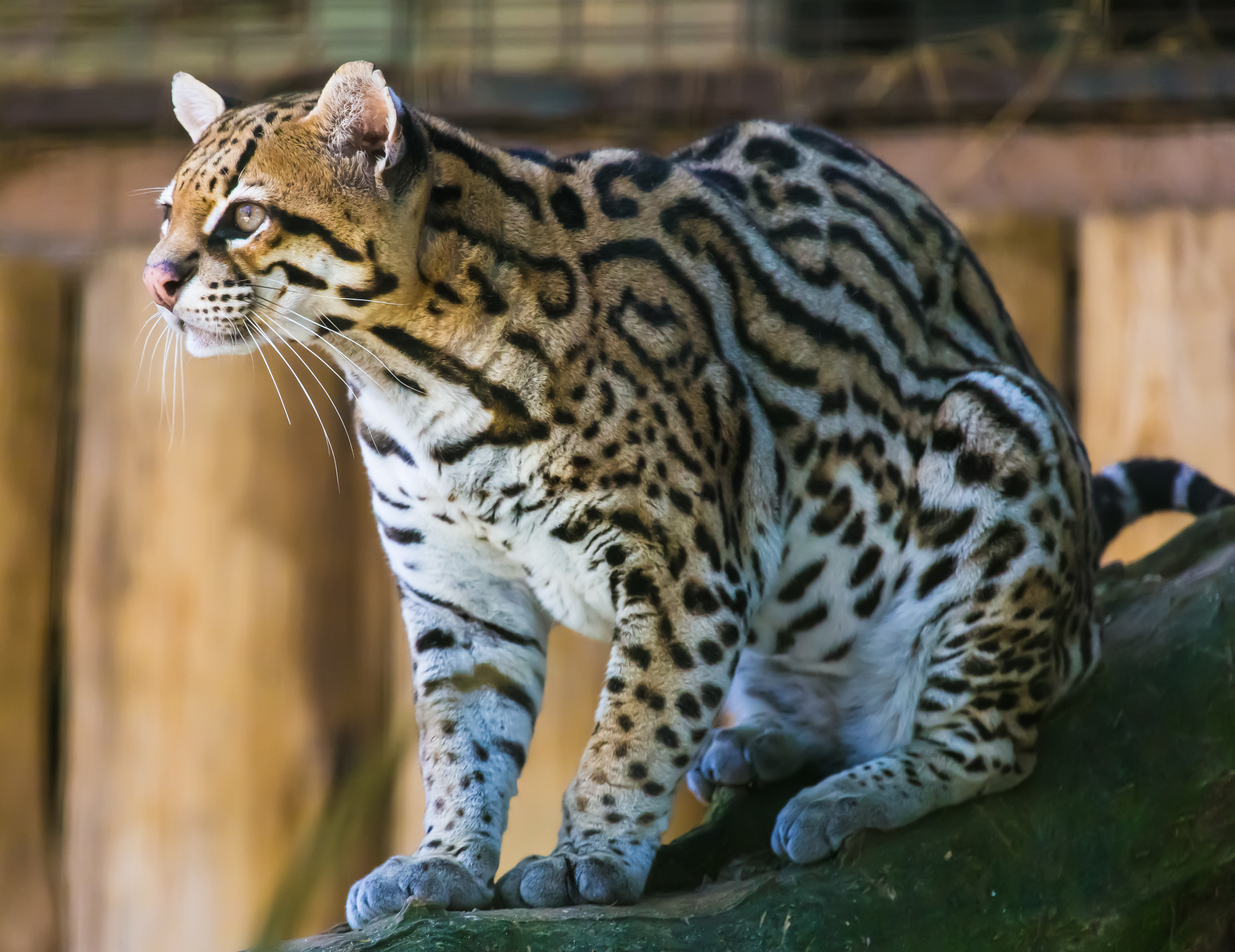
Ocelote (Leopardus pardalis)
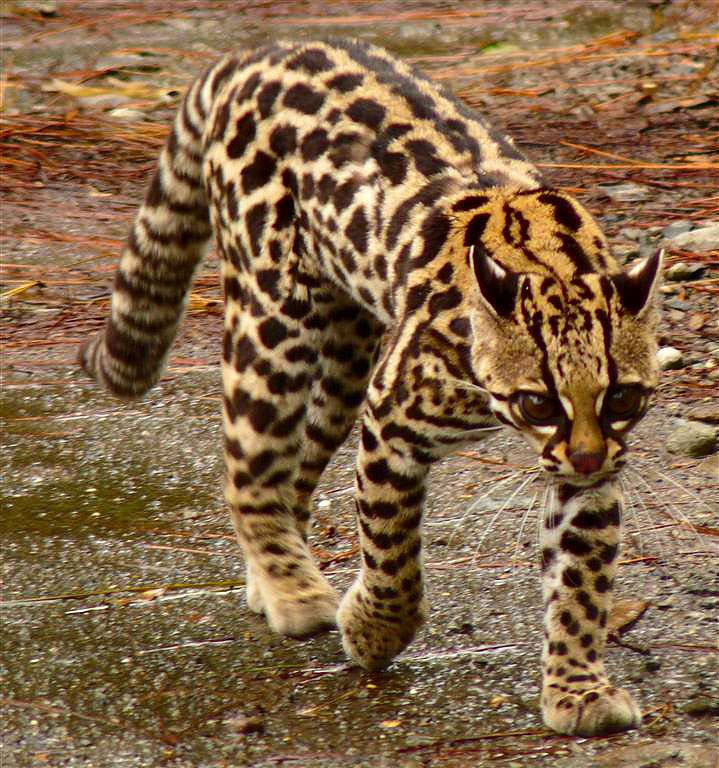
Tigrillo (Leopardus tigrinus)
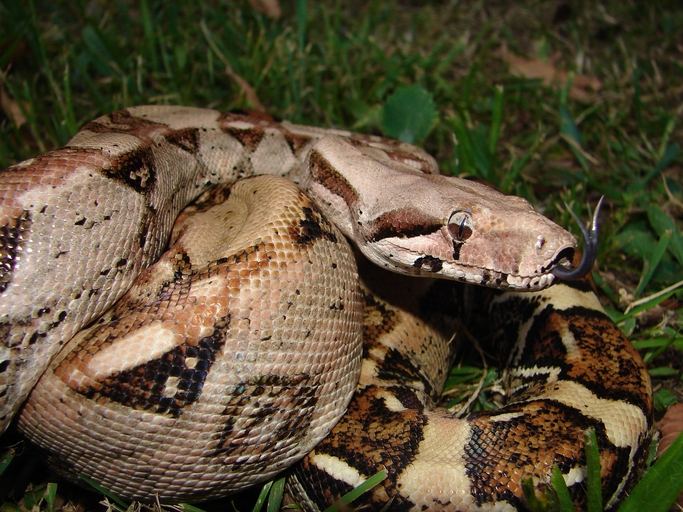
Boa constrictor (Boa constrictor)
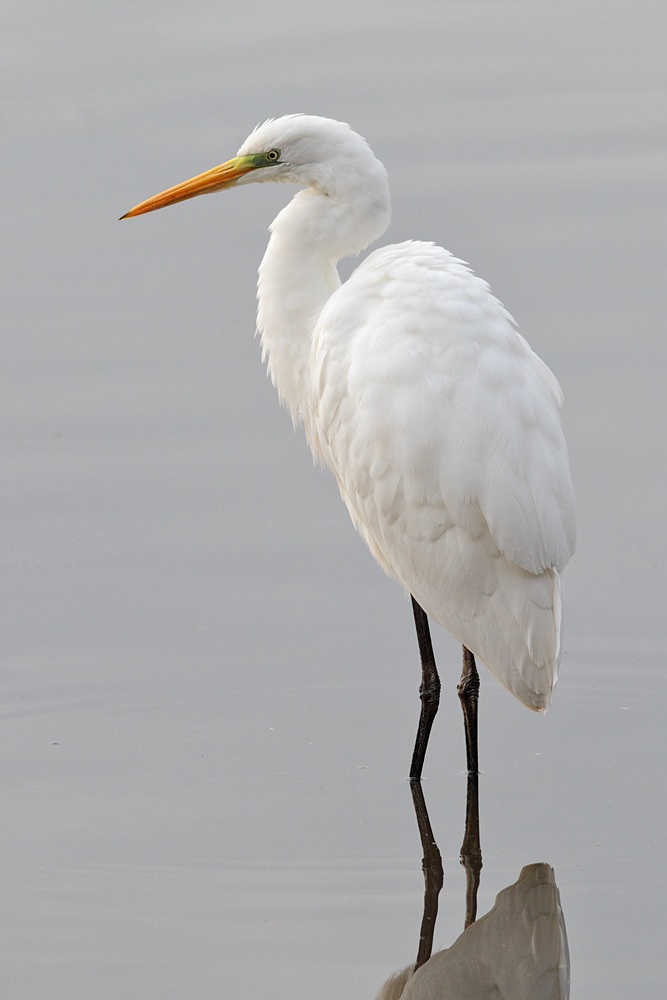
Garza blanca (Ardea alba)
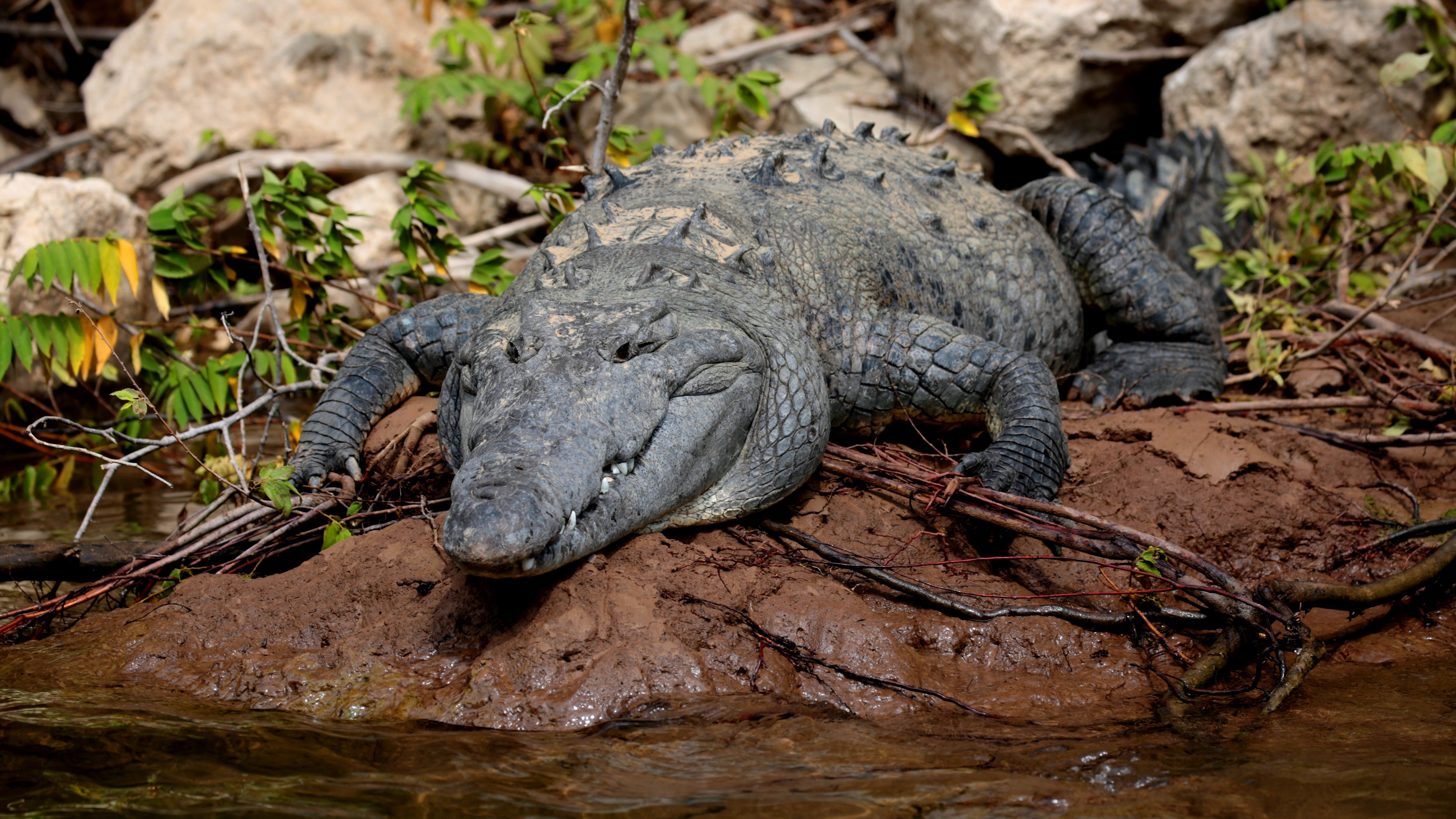
Cocodrilo americano (Crocodylus acutus)
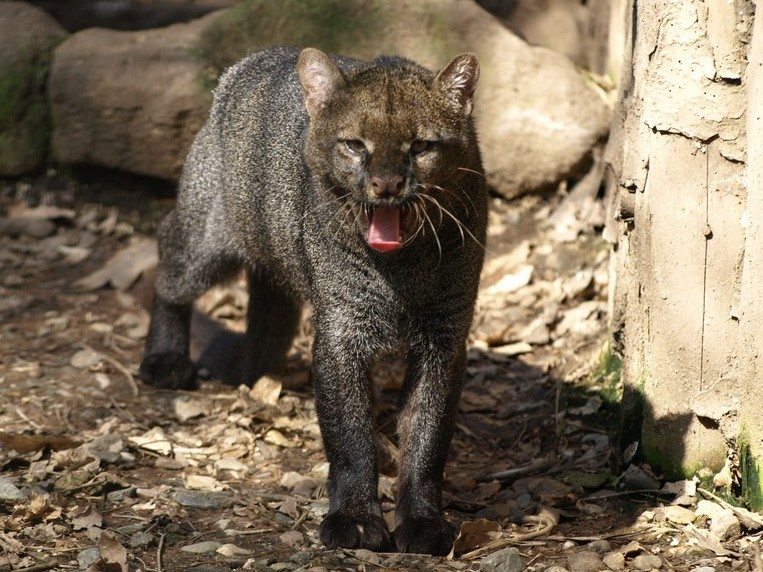
Jaguarundi (Herpailurus yagouaroundi)
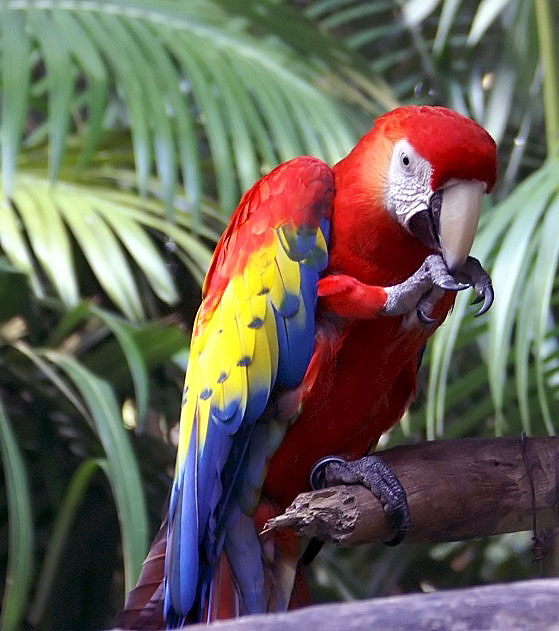
Guacamaya roja (Ara macao)